# Pollution lumineuse

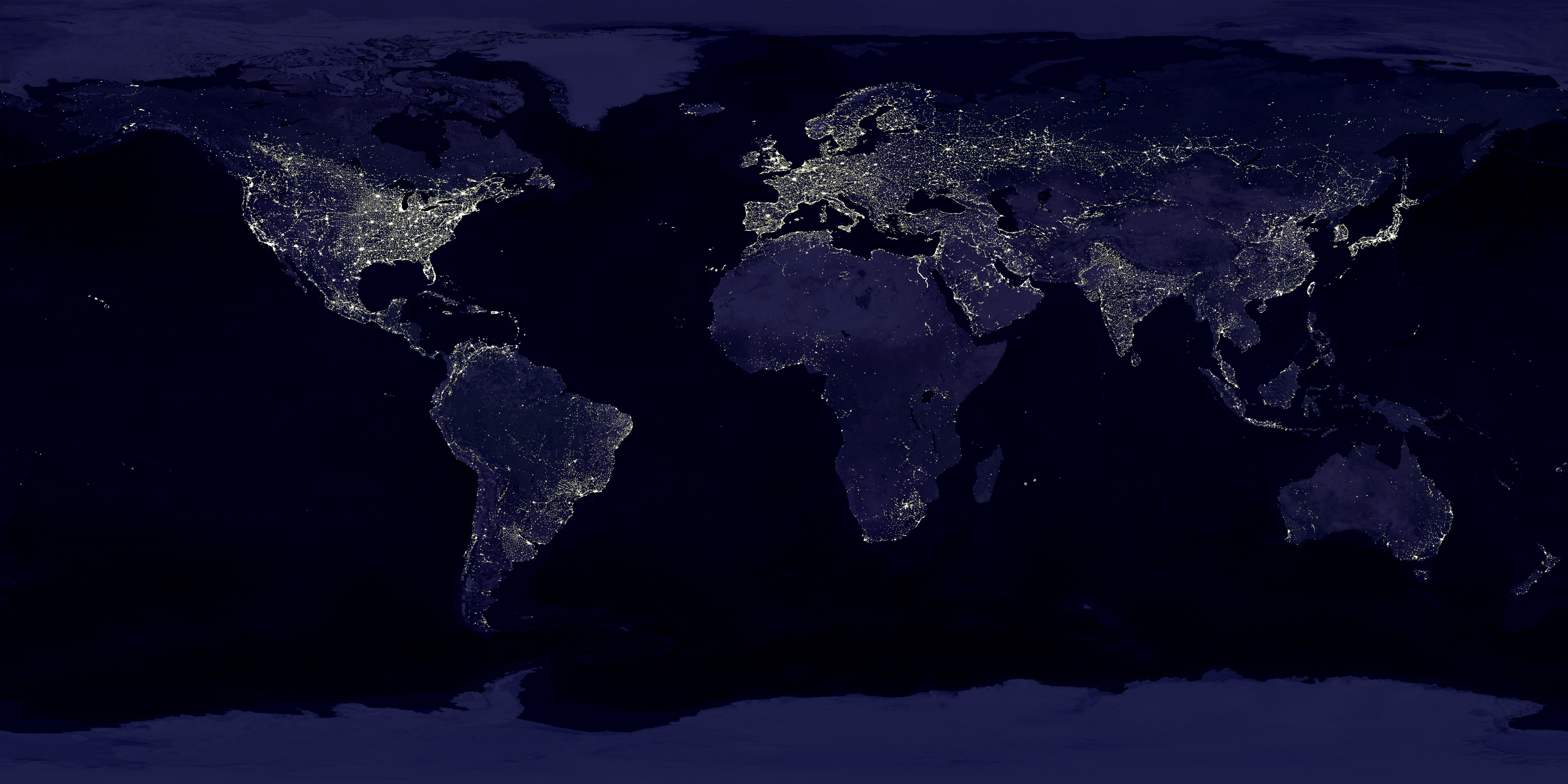
Image satellite composite montrant l'émission nocturne de lumière vers l'espace, essentiellement concentrée dans l'hémisphère nord dans les pays les plus industrialisés ; en Amérique, en Europe de l'Ouest et dans l'est de la Chine et au Japon. L'Inde, où une politique d'éclairage initiée par les Anglais a été poursuivie après l'indépendance, se démarque également.
Il s'agit d'une superposition de photographies prises de nuit et par temps clair ; les limites des continents sont produites par l'ajout en couleurs sombres, des photographies équivalentes diurnes.

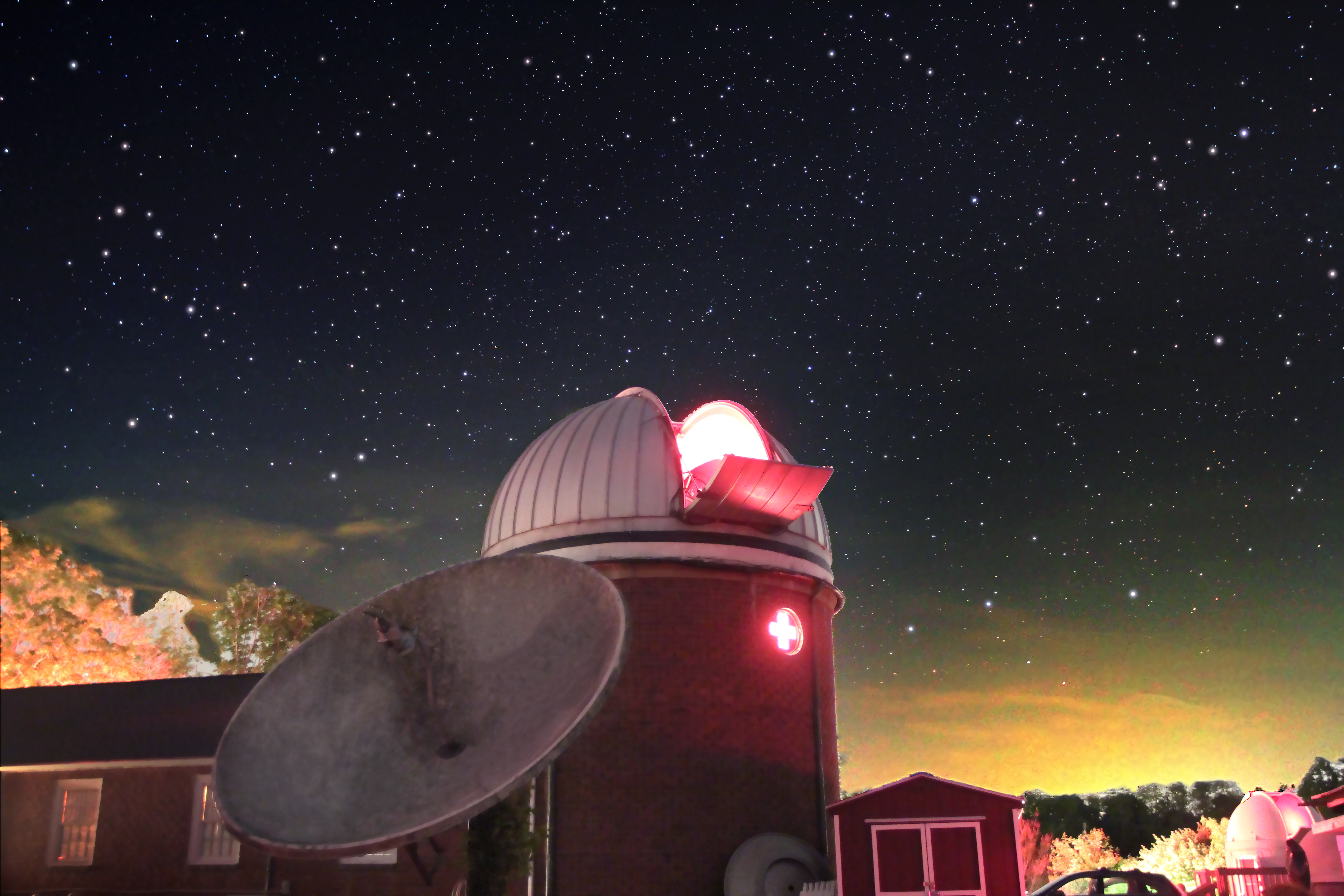
Il est difficile d'observer un ciel étoilé en ville et les observatoires astronomiques sont bien souvent installés dans des zones reculées.

La pollution lumineuse est à la fois la présence nocturne anormale ou gênante de lumière et les conséquences de l'éclairage artificiel nocturne sur la faune, la flore, la fonge (le règne des champignons), les écosystèmes ainsi que les effets suspectés ou avérés sur la santé humaine.
Comme celle de pollution du ciel nocturne qui la remplace parfois et qui désigne particulièrement la disparition des étoiles du ciel nocturne en milieu urbain, la notion de pollution lumineuse est apparue dans la deuxième moitié du XIXe siècle et a évolué depuis.
À la fois piège écologique, barrière immatérielle et perturbateur endocrinien pour de nombreuses espèces, elle se distingue des nuisances lumineuses en ce qu'elle affecte également les écosystèmes et les humains ; l'Union internationale pour la conservation de la nature (UICN) recommande en 2014 aux collectivités de l'inclure parmi les indicateurs de pression sur la biodiversité. Elle est souvent associée à la notion de gaspillage d'énergies, dans le cas d'un éclairage artificiel inadapté et s'il constitue une dépense évitable d’énergie.
La pollution lumineuse est souvent évaluée par l'échelle de Bortle. Le premier atlas mondial exploitant l'imagerie satellitaire des années 1996-1997 montre qu'en 1997 18,7 % des terres émergées sont touchées (61,8 % des États-Unis hors Alaska et Hawaï, et 85,3 % de l'Union européenne). Le phénomène continue depuis à s'aggraver, tant pour l’intensité lumineuse que pour l'étendue des zones illuminées, d'environ 6 % par an, progressant par exemple de 6 % par an des années 1990 à 2010 et de 2,2 % en quatre ans (2012-2016) à l'échelle mondiale, devenant l'une des menaces importantes pour la biodiversité.

## Phénomène

### Histoire de la notion

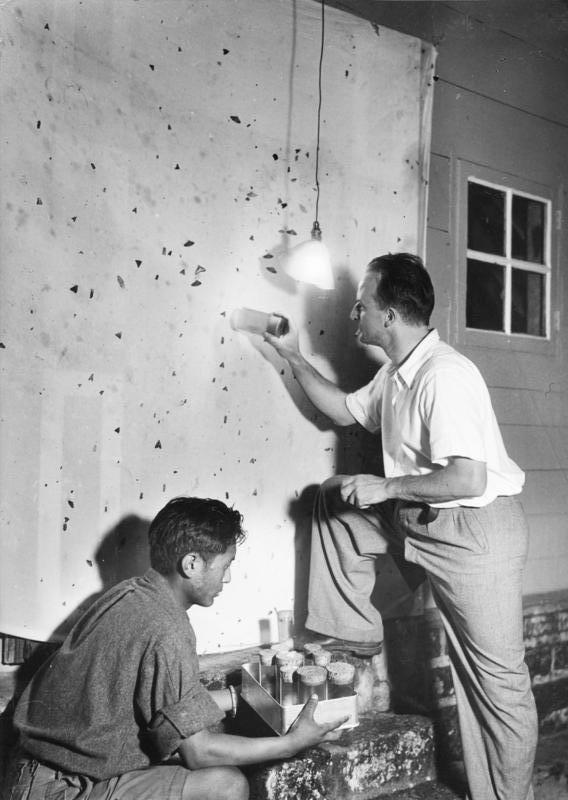
L'attraction parfois fatale pour la flamme et la lumière de nombreux insectes nocturnes est connue depuis longtemps, et ici utilisée par des entomologistes lors d'une expédition au Tibet en 1938 pour capturer et identifier des papillons de nuit et autres insectes nocturnes. Quand la source de lumière nocturne est permanente, elle devient un piège permanent pour ces espèces.

Cette notion a originellement concerné les effets de la lumière artificielle sur l'environnement nocturne pris au sens large. On a observé durant plusieurs siècles que les oiseaux tournoyaient jusqu'à s'y tuer autour des phares et que les papillons étaient attirés par les lumières. Des constats plus scientifiques ont ensuite été faits au XIXe siècle par des naturalistes, ornithologues notamment, qui notaient que l'éclairage pouvait désorienter les oiseaux migrateurs, entraînant des mortalités importantes (Kumlien dans le Milwaukee dans les années 1880, Munro dans les années 1920 et Lewis en 1930). En astronomie, Amédée Guillemin souligne dès 1864 que les observations du ciel étaient perturbées par l'éclairage des « milliers de becs de gaz » et des habitations. En 1868, ce sont les astronomes de l'Observatoire de Paris qui constatent que l'illumination du ciel produite par l'éclairage de la ville aggrave la difficulté de certaines observations.
Cette notion a d'abord été médiatisée par des astronomes professionnels nord-américains et européens en 1971 et 1973 et par leurs organisations représentatives (Association française d'astronomie, CieloBuio (it) en Italie, International Dark-Sky Association en Amérique du Nord), puis par d’autres acteurs confrontés à une dégradation rapide de l’environnement nocturne liée à la massification de l'éclairage fonctionnaliste et à l'étalement urbain dans les années 1950 dans les pays occidentaux ; astronomes amateurs, écologues,, aménageurs, énergéticiens, médecins, universitaires, juristes, éclairagistes, agences impliquées dans le champ du développement durable se sont inscrits dans ce nouveau champ d'étude et ce mouvement en faveur d'un ciel obscur (en).
La pollution lumineuse intègre aussi des impacts de certains rayonnement modifiés, dont ceux des ultraviolets (pollution photochimique), sur la flore en particulier, et de la lumière polarisée sur la faune capable de la percevoir (insectes en particulier). Gábor Horváth et son équipe ont en 2009 proposé l'expression « pollution par la lumière polarisée » (PLP) pour mieux la décrire et la comprendre, afin de pouvoir résoudre — lorsque cela est possible — les conséquences écologiques spécifiques (directes ou différées dans l’espace et le temps) de la lumière qui a été polarisée (à la source, ou en interagissant avec des objets fabriqués ou modifiés par l'Homme).

### Éléments de définition
Stricto sensu, l'expression « pollution lumineuse » désigne le phénomène d'altérations fonctionnelles d'écosystèmes par immixtion de lumière artificielle dans l'environnement nocturne, notamment quand cette lumière a des impacts négatifs significatifs sur certaines espèces réputées être des espèces-clé (dont certains insectes nocturnes (papillons, coléoptères), chiroptères,, amphibiens…) et au-delà sur l'intégrité écopaysagère. Travis Longcore et Catherine Rich en 2004, ainsi en 2009 que la Commission royale anglaise sur la pollution environnementale. incluent plusieurs aspects de l'anthropisation de l'environnement nocturne, dont des sous-phénomènes et nuisances associé que sont :
- sur-illumination (puissance lumineuse excessive) ;
- éblouissement (trop forte intensité, contraste excessif)
- éclairage à des niveaux dépassant ceux pour lesquels la vision humaine est capable de faire la différence[24] ;
- luminescence du ciel nocturne (halos causés par la lumière perdue vers le ciel) ;
- éclairage non désiré ou intrusif

Pour Kobler (2002), la pollution lumineuse est « le rayonnement lumineux (infrarouge, UV et visible) émis à l’extérieur ou vers l’extérieur, et qui par sa direction, intensité ou qualité, peut avoir un effet nuisible ou incommodant sur l’homme, sur le paysage ou les écosystèmes ». Peut s'y ajouter la Pollution par la lumière polarisée, qui elle est diurne.
À échelle géobiologique, c'est un phénomène très récent (quelques décennies) dont les conséquences se font déjà sentir à l'échelle de temps de la vie des individus et de l'évolution des espèces. Des études spécifiques sont donc nécessaires mais une prise de conscience tardive du problème, la faiblesse du budget et de moyens humains alloués à son étude, font que son ampleur et son importance ne sont pas encore complètement cernés. Ses effets n'ont été que partiellement étudiés sur la flore et la fonge, et de manière plus approfondie, mais uniquement pour certains groupes d'espèces (essentiellement oiseaux, chauve-souris et papillons) pour la faune.

### Mesure

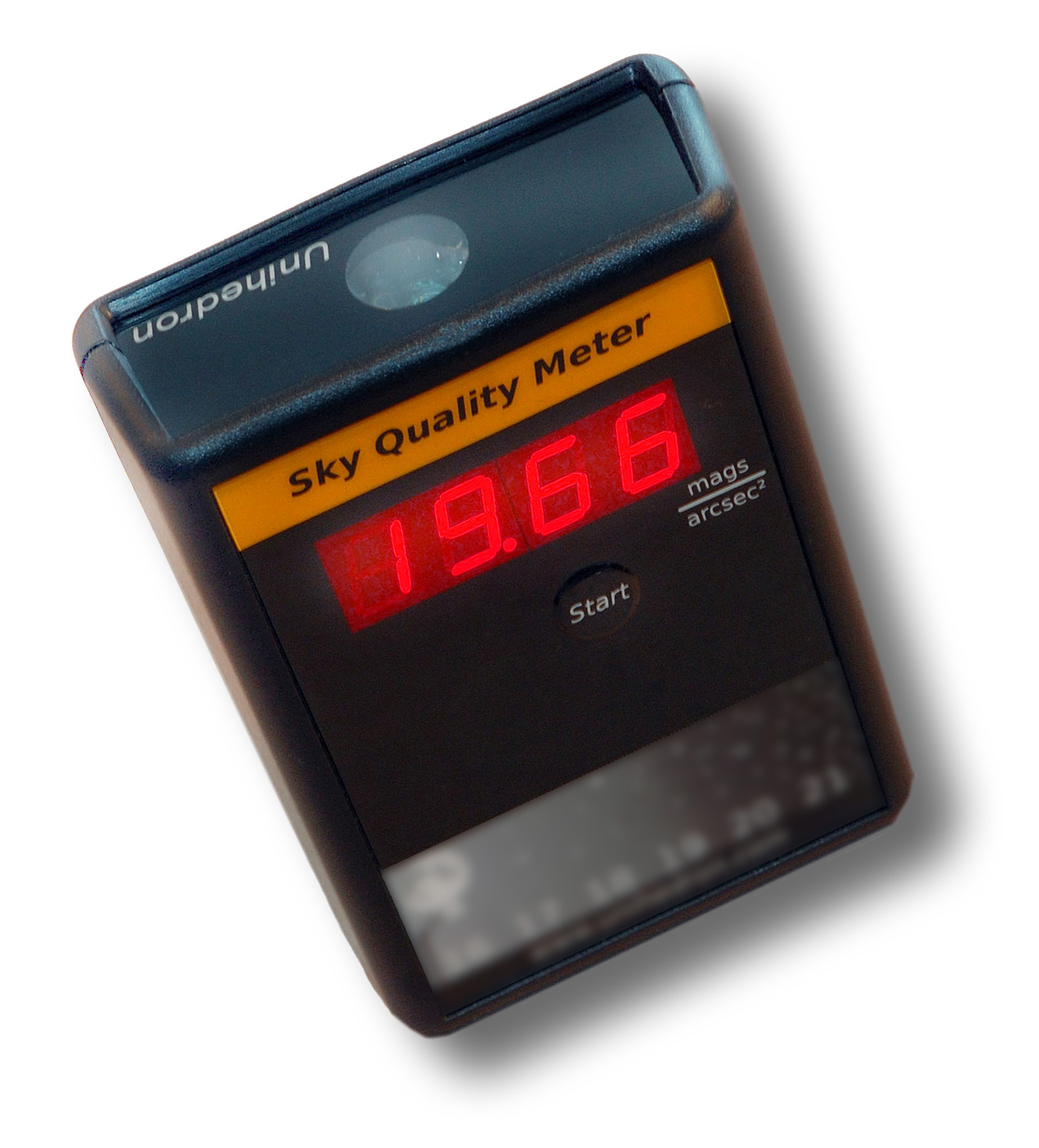
Sky Quality Meter SQM-L, instrument de mesure de la qualité du ciel nocturne (luxmètre adapté) permettant de caler des mesures de luminance du ciel.

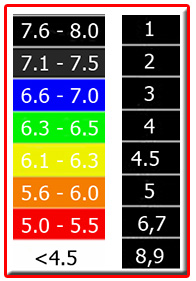
Exemple d'échelle de Bortle. Le noir correspond à un ciel pur (voie lactée bien visible), le blanc à un ciel urbain opaque et orangé, où l'on ne voit presque plus les étoiles.

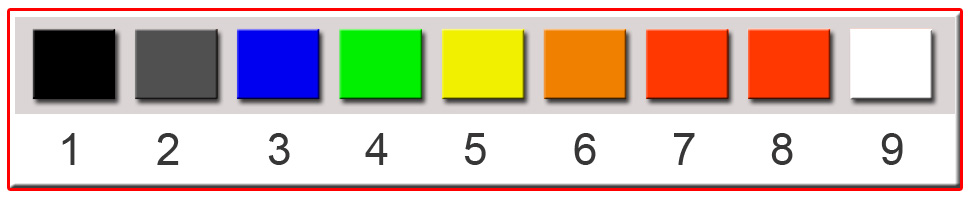
Autre présentation de l'échelle de Bortle, plus adaptée à une région très éclairée la nuit.

Les mesures sont globales (imagerie satellite) ou locales (mesures au sol).
- La vue satellitaire la plus complète et précise[26] (à la date du 6 décembre 2012) a été publiée par la NASA. Il s'agit d'une image recomposée de la planète vue de nuit (mosaïque de centaines de vues nocturnes sans nuages) réalisée à partir des données récoltées par le satellite météorologique Suomi NPP de la NASA, lancé en 2011 dans le cadre du programme NPOESS et équipé d'un nouveau capteur qui photographie l'éclairage artificiel, les lueurs d'incendies et de torchères ainsi que celui de la Lune[27].
- Au sol, divers moyens de mesure de la luminosité nocturne existent, choisis selon la taille de la zone à mesurer.

Des mesures les plus locales au sol sont facilement acquises au moyen d'un photomètre (généralement posé au sol et précisément orienté vers le zénith grâce à un niveau à bulle ; les mesures étant données en millilux (mlx) en cas de ciel noir ou en lux en ville éclairée). Différentes mesures peuvent être faites par ciel noir et sans lune et par brouillard ou ciel à nuages bas pour la mesure des halos lumineux ou avant et après extinction nocturne de l'éclairage (dans les communes qui coupent l'éclairage une partie de la nuit).
D'autres protocoles sont proposés ou à l'étude (par des ONG telles que l'ANPCEN et Darksky association)[Lesquels ?].
L’édition de 2016 de l’Atlas mondial de la luminosité artificielle nocturne indique que « environ 83 % de la population mondiale et plus de 99 % des populations américaines et européennes vivent sous des cieux pollués par la lumière. Du fait de la pollution lumineuse, la Voie lactée n’est visible que pour un tiers de l’humanité ; 60 % des Européens et près de 80 % des Américains ne peuvent l’observer (8) ».

### Modélisations, cartographie et outils d'évaluation
Les principes optiques de la réfraction et de la diffusion de la lumière sur les matières sont connus depuis des siècles. Développés puis améliorés pour le cinéma, les jeux vidéo et les logiciels graphiques ou de simulation, ils ont guidé les premiers modèles scientifiques d'étude de la pollution lumineuse, conjointement à d'autres modèles mathématiques élaborés par des physiciens de la lumière et de l’atmosphère, des astronomes et des spécialistes de l'imagerie satellitaire. Ces modèles ont permis de cartographier et mener des études prospectives (notamment pour positionner les nouveaux observatoires astronomiques). Ils donnent des résultats de plus en plus précis en comparaison avec les mesures de terrain ou les images satellitales.
Dans le cadre d'un projet de réserve internationale de ciel étoilé du pic du Midi, l'observatoire astronomique Midi-Pyrénées et des chercheurs développent une banque de données de mesures et d'images (au sol, aériennes ou spatiales), enrichie en permanence. Elle permet de recaler les modèles (dont THOTPRO) et peut contribuer à affiner les études d'impact.[pertinence contestée]
Quelques cartographies grand public ou destinées aux astronomes ont été publiées depuis les années 2000, dont :
- Atlas mondial de la clarté artificielle du ciel nocturne[30],[3], souvent dit Atlas mondial de la pollution lumineuse (mis à jour en 2016) ;
- une Carte de France de la pollution lumineuse construite d'après les résultats d'un modèle simple, dit « de Walker » (d'après le nom de son auteur), qui estime l'intensité du halo d'après le nombre d'habitants des agglomérations et diverses cartes faites par Michel Bonavitacola (avec le modèle « THOT », et notamment dans le cadre du Projet Licorness) ;
- la carte AVEX de France et d'Europe par Frédéric Tapissier[31] ;
- une carte de France et des zooms cartographiques pour les parcs naturels régionaux[32], dont certains comme le Parc naturel régional du Luberon ont expérimenté des lampadaires solaires à LED et un éclairage a priori moins nuisant pour l'environnement ;
- des expériences de cartographie (pouvant être combinées avec une thermographie aérienne) ont récemment été faites en France, notamment par I2G et la ville de Suresnes par exemple[33], susceptibles d'accompagner l'opération « villes et villages étoilés »[34] ;
- des évaluations faites à partir d'avion, par exemple par l'IGN, dans une coopération avec la ville de Genève[35] ;
- un programme de sciences participatives vise à aider des chercheurs à géoréférencer les photos de pollution lumineuse prises par les astronautes à partir de la station orbitale internationale de manière à en tirer des informations utiles sur le gaspillage ou l’efficience énergétique liés aux éclairages nocturnes publics et privés, en s’appuyant notamment sur la carte OpenStreetMap[36]. Ces photos ont une résolution souvent plus proche de 40m que des 250m habituellement fournis par l’imagerie satellite disponibles sur internet[37]. Les résultats de ce travail pourront aussi intéresser ceux qui travaillent sur le recul des papillons nocturnes, des oiseaux migrateurs, des poissons migrateurs, les chiroptères ou d'autres espèces, paysages nocturne ou services écosystémiques vulnérables à la pollution lumineuse.
- Web Radiance Light Trends[38], est une application Web conçue pour mesurer les tendances en matière de luminosité ambiante nocturne radiante vers l'espace ; imaginée par Christopher Kyba[a] avec l'aide du programme Horizon 2020 de l'Union européenne en utilisant les données de deux satellites[b]. Depuis 2019, à partir d'une base de données mise à jour en permanence, l'outil permet de sélectionner des secteurs (jusqu’à 5 000 km2) n'importe où sur la planète, et de très rapidement calculer un graphique de variation temporelle de la luminosité nocturne, et ce pour n’importe quelle période située dans les 25 années précédentes. Chacun peut « dessiner » sur la carte la zone qui l'intéresse, fixer un intervalle chronologique de temps (mensuel, annuel) puis exporter ces données (en différents formats). Il est ainsi possible de bien plus rapidement montrer le lien entre périurbanisation, industrialisation, routes et pollution lumineuse. Le capteur de radiance n'a pas la précision de celui permettant une photo aérienne à basse ou moyenne altitude, mais l'outil couvre la planète sur 25 ans. De plus depuis 2012, le capteur d'un des satellites utilisés « distingue » par exemple une source telle que des serres éclairées ou un groupe d'une douzaine de lampadaires. Chacun peut télécharger des données. L'auteur envisage de publier le code source du logiciel (créé par le projet GEOEssential[39]) car il peut faire des analyses tendancielles sur d'autres types de donnée environnementale[40] (température, surface de glace polaires, enneigement, blooms planctoniques…). 
Cet outil montre que début 2019 près de 80 % de la planète est touchée par la pollution lumineuse. Celle-ci affecte désormais la mer du fait des plateformes de forage, de la pêche industrielle au lamparo, des piscicultures éclairées. Elle a des effets probables jusque sur des écosystèmes sous-marins et semble pouvoir indirectement induire, favoriser ou propager des allergies, par l'intermédiaire par exemple des papillons allergènes attirés par les lampes, et des maladies infectieuses, par exemple à travers des vecteurs ailés attirés par les lampes utilisées près des humains ou d'animaux d'élevage ou de rente. Le concepteur du site rappelle que la lumière nocturne est une donnée complexe. Ainsi, note-t-il, un environnement peut devenir plus lumineux sans que le satellite ne le détecte (son capteur est lointain et il ne reçoit que les photons directement émis vers lui, et uniquement ceux qui ont traversé la colonne d'air plus ou moins transparente ; dans les zones polaires, il est très fortement perturbé par les aurores boréales).

### Pollution lumineuse spatiale

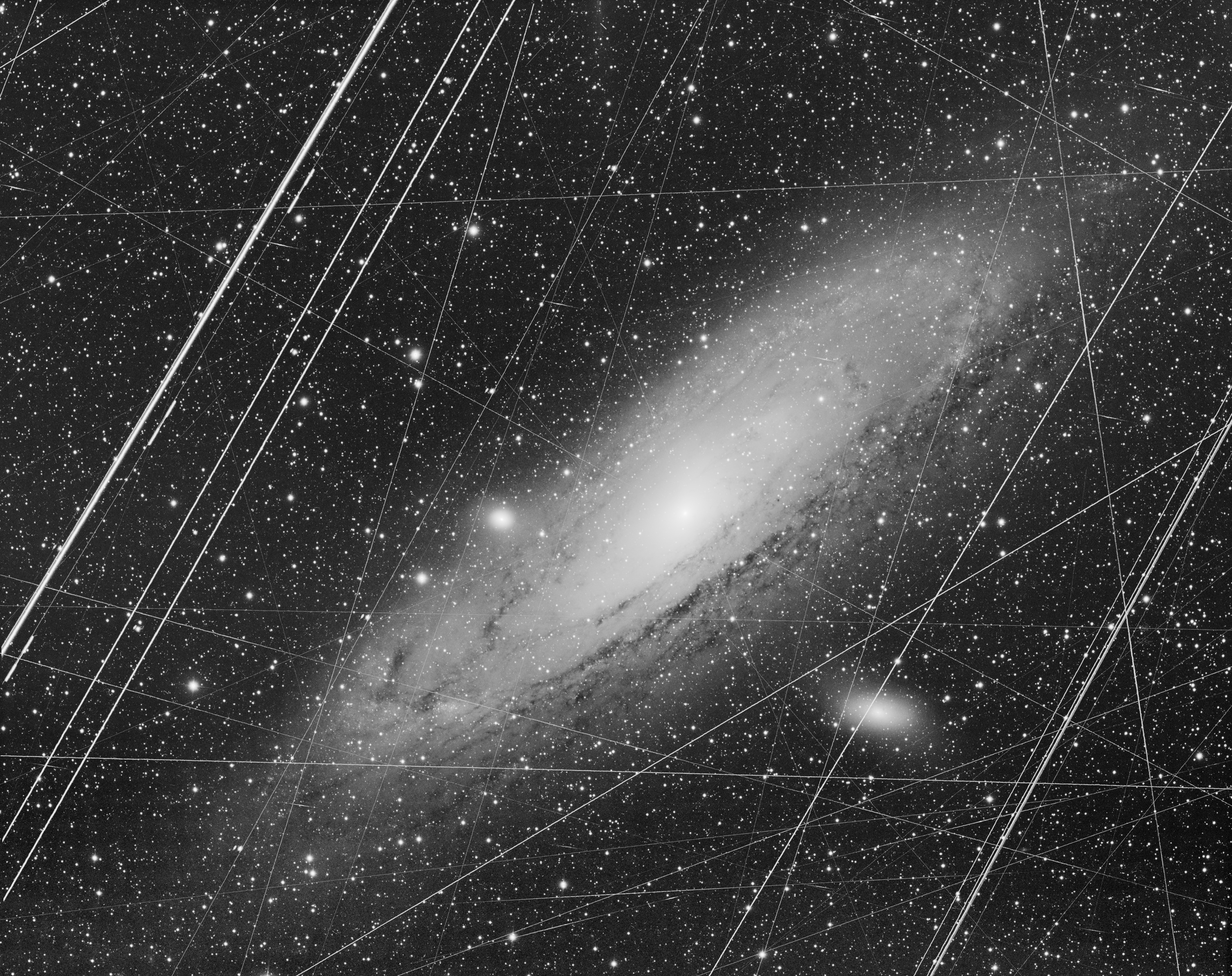
La galaxie d'Andromède, striée par les passages de satellites (longues traînées continues), avions (traînées parallèles), muons et rayons gamma (composition de 223 prises de 300 secondes chacune).

De nombreux projets de constellations de satellites sont en cours de déploiement. Chacune est composée de 500 à plus de 10 000 satellites envoyés en orbite basse, entre 300 et 1 200 km d'altitude, généralement de type polaire. On recense ainsi Starlink de SpaceX (12 000 satellites, puis jusqu'à 42 000), Kuiper d'Amazon (3 250 satellites), OneWeb (650 satellites), Boeing (2 400) ou Samsung (4 000). Ceux-ci rejoindront la petite dizaine de milliers de satellites et gros débris spatiaux déjà existants qui tournent autour de la Terre en 2019,.
La multiplication de ces satellites pose le problème de la pollution lumineuse spatiale du ciel nocturne, qui s'ajoute à la pollution lumineuse terrestre. Elle n'a cependant pas les mêmes effets, notamment sur la faune et la flore qui ne sont vraisemblablement pas touchés[réf. nécessaire]. Elle perturbe en revanche beaucoup le travail des astronomes, professionnels et amateurs, et des photographes de paysages de nuit qui devront filtrer ces sources indésirables de lumière,. Les astronomes sont donc très critiques envers les projets de constellations. Par exemple, le projet astronomique All Sky Automated Survey for SuperNovae (ASAS-SN), de l’université de l'Ohio, ou l'observatoire Lowell à Flagstaff en Arizona, voient certaines de leurs photos du ciel profond, prises avec de longs temps de pose, striées par le passage lumineux des satellites de Starlink dans le champ de leurs objectifs.
En ce qui concerne les observatoires astronomiques, l'effet dépend de plusieurs facteurs. En première approximation, de l'ordre de 1 % des observations à champ de vue étroit de l'Observatoire européen austral dans les domaines visibles et infrarouge seront affectés. En revanche, 30 à 50 % des observations à large champ réalisées en début ou fin de nuit, comme par l'Observatoire Vera-C.-Rubin, seraient rendues inexploitables ou sérieusement affectées à cause des différentes constellations de satellites ; ces télescopes verraient même leurs optiques sensibles menacées,.
L'observation du ciel nocturne à l'œil nu serait aussi perturbée, surtout sous un ciel sombre, hors des centres urbains. Dans ces conditions d'observation, on pourrait compter jusqu'à 110 satellites visibles en même temps, la plupart proches de l'horizon. Aux latitudes européennes, si les satellites en orbite basse sont visibles uniquement en début et fin de nuit durant l'hiver, ils le sont tout au long de la nuit entre le printemps et l’automne, alors que le Soleil reste plus proche de l'horizon. Des centaines de flashs lumineux par nuit sont également attendus, une centaine atteignant la magnitude de Vénus ou de la Station spatiale internationale. En astronomie amateur, ces sursauts de luminosité similaire polluent ainsi les clichés pris au télescope.
En février 2020, plus de 1 500 astronomes signent une pétition comportant six demandes, dont une protection légale des installations terrestres d'observation astronomiques, ainsi qu'un moratoire sur les lancements de Starlink et des autres constellations de satellites,. La pétition demande également que les organismes comme la Commission fédérale des communications (FCC) américaine se montrent plus prudents quant à l'octroi d'autorisations de mise en orbite basse de satellites. Selon Ramon Ryan (étudiant en droit) et l'organisation non gouvernementale Public Employees for Environmental Responsibility (en), la FCC aurait d'ailleurs enfreint, aux États-Unis, la loi nationale sur l'environnement (NEPA) en autorisant le déploiement de SpaceX,.
En réponse à ces préoccupations, Elon Musk a évoqué la conception de « pare-soleils » visant à réduire les reflets du Soleil sur les corps des satellites. Le dispositif est fait d'une mousse synthétique sombre transparente aux ondes radio. Des satellites équipés de cette solution sont lancés à partir de juin 2020, mais les télescopes scientifiques, très sensibles, resteront perturbés.

## Causes

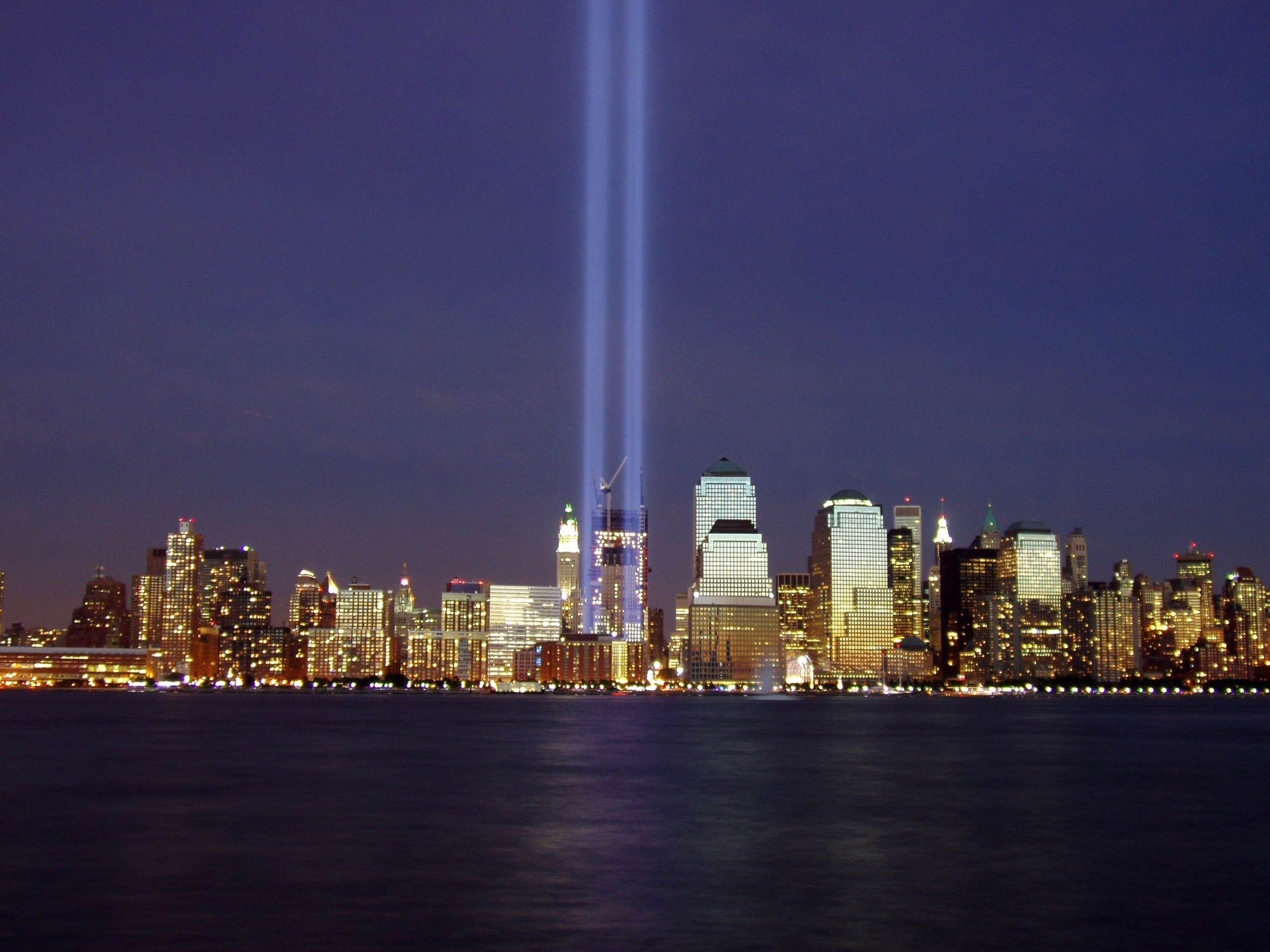
Hommage lumineux employait à partir de 2002 des canons à lumière en mémoire des attentats du 11 septembre 2001. Des milliers d'oiseaux ont été attirés par le double faisceau et tournoyaient dans les faisceaux.

L'expression « pollution lumineuse » regroupe des phénomènes différents aux conséquences très variées, économiques, humaines ou sur les espèces vivantes. Pour la faune, elle correspond aux perturbations endocriniennes ou comportementales, notamment liées aux phénomènes de « phototaxie positive » (attraction irrésistible vers la lumière), ou de « phototaxie négative » (répulsion)
Au XXe siècle, une augmentation conjointe de la production électrique, de l'offre en matériels d'éclairage et d'une demande de sécurité (de la part du public et des élus) sont souvent citées comme principales causes d'une tendance à l'augmentation de l'éclairage urbain et périurbain. Les politiques d'éclairage public ont conduit à une augmentation du halo lumineux et de la pollution lumineuse mesurée par satellite (avec une variation de +5 à +10 % par an pour la fin des années 1990, avec 19 % de la surface planétaire concernée selon Pierantonio Cinzano). Les enjeux commerciaux, électoraux et d'image alimentent l'augmentation des éclairages. Le recours à des panneaux et enseignes lumineuses a augmenté la luminance de l'environnement nocturne (urbain et routier notamment).
L'abondance d'électricité et son prix moins élevé la nuit (notamment dans les pays recourant à une production nucléaire) n'incitent pas aux économies d'éclairage, dans un contexte où les lois encadrant l'éclairage nocturne (quand elles existent) ne tiennent que peu en compte les préoccupations environnementales. Quand l'électricité est d'origine nucléaire (en France par exemple), il est complexe de ralentir une centrale nucléaire pour la nuit, où la consommation d'énergie est moindre : l'énergie étant de toute façon produite, elle est vendue à moindre coût la nuit (ce qui encourage la consommation nocturne d'énergie électrique… dont pour l'éclairage urbain).
Au phénomène des publicités lumineuses, néons, magasins et édifices publics (monuments, ponts, berges, etc.), illuminés parfois toute la nuit, s'ajoutent les impacts des « canons à lumière » ou « skytracers » (souvent improprement nommés lasers), qui balaient le ciel au-dessus des édifices. Enfin, l'éclairage public des rues a longtemps été réalisé avec des luminaires qui n'étaient pas conçus pour limiter les émissions vers le ciel (luminaires en forme de boules) ou de grande puissance (lampe à vapeur de mercure haute pression, ballasts très consommateurs d'énergie).

### Sur-illumination

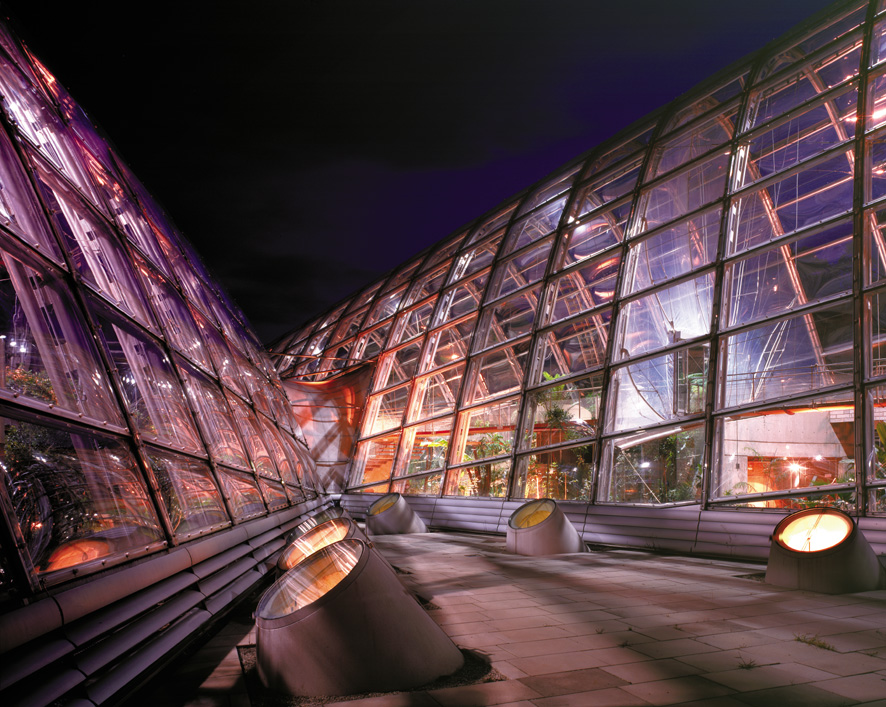
L'éclairage nocturne décoratif de la serre de Graz en Autriche. Cet éclairage est orienté vers le ciel et contribue à sa luminosité.

La sur-illumination fait référence aux usages inutiles ou pour partie inutiles d'éclairages.
Elle peut être due à divers facteurs matériels ou humains ;
- sources lumineuses inutilement surpuissante eu égard aux besoins réels d'éclairage ;
- mauvaise conception de locaux ou mauvais positionnement des luminaires ;
- éclairage ou illumination de locaux en dehors des moments où cette illumination est nécessaire (souvent en l'absence d'une régulation horaire appropriée de l'éclairage, ou de détecteurs de présence) ;
- choix volontaire d'éclairage nocturne uniquement décoratif des bâtiments publics.

### Éblouissement
L'éblouissement est une gêne visuelle due à une lumière trop intense ou parfois à un contraste trop intense entre des zones éclairées et sombres (on est alors ébloui en passant brutalement du sombre à l'éclairé). Il peut être simplement gênant, handicapant ou aveuglant selon l'intensité de la lumière. Il peut constituer un danger sur la route.

### Luminance nocturne du ciel

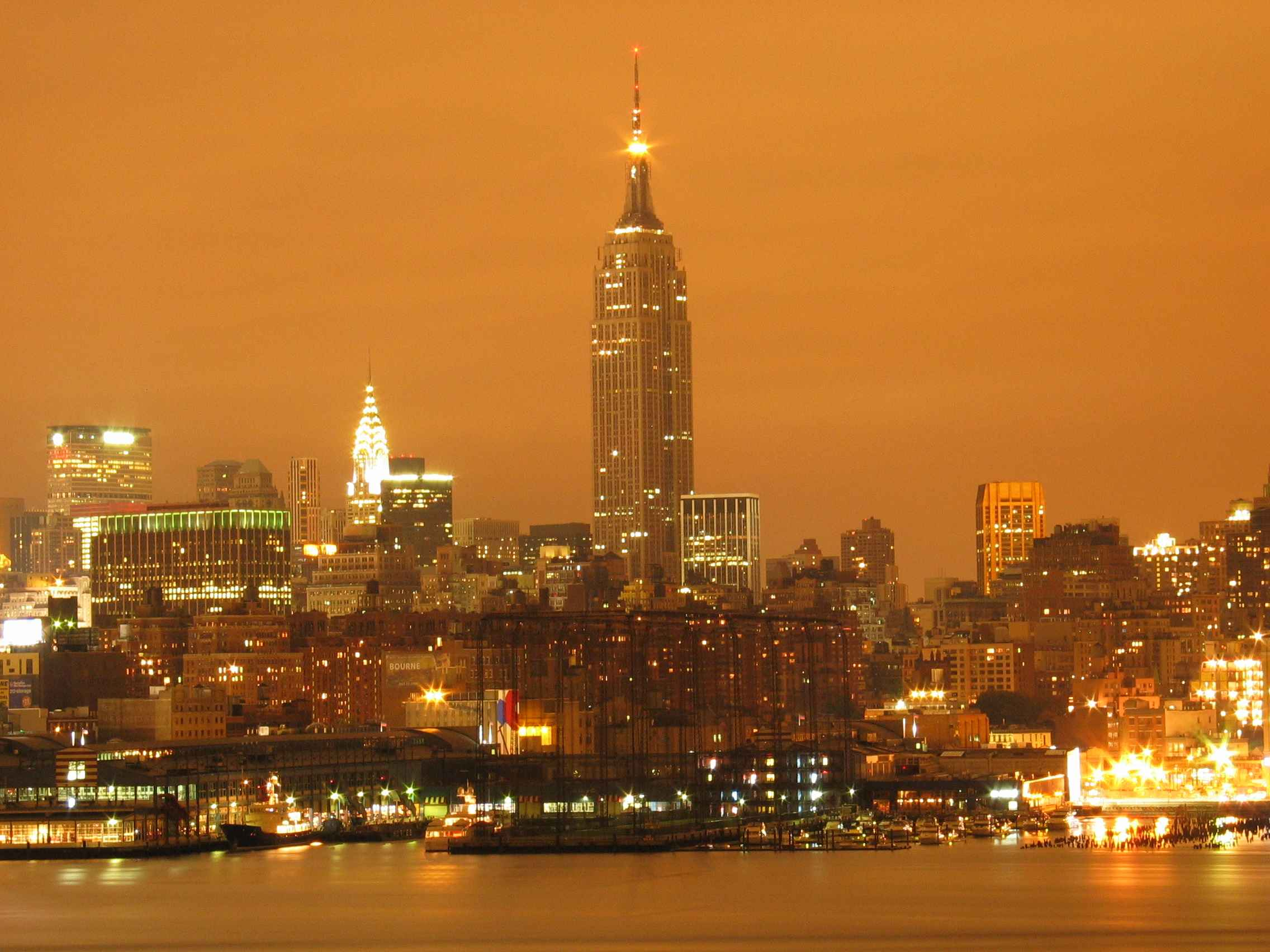
Le ciel nocturne de New York photographié en temps de pose rallongé. Ce ciel est connu pour être d'autant plus orangé que l'air est humide et pollué.

La luminance nocturne du ciel est induite par la lumière diffuse ou directe émise en direction du ciel par les éclairages non directionnels, le plus souvent en milieu urbain.
La couleur du ciel dépend de la « couleur des sources », mais aussi de la qualité de l'atmosphère locale. Par temps clair et en air pur, cette luminance provient du phénomène de diffusion Rayleigh, qui tend à donner au ciel nocturne une couleur légèrement jaunâtre.
Pour l'œil humain, en raison de l'effet Purkinje, les lumières bleues ou blanches contribuent plus significativement à l'impression de luminance du ciel que les lumières jaunes.
Cette forme de pollution lumineuse peut être évaluée par l'échelle de Bortle de couleur du ciel.

### Lumière intrusive
Dans le langage courant, l'expression « lumière intrusive » désigne la lumière non désirée ou non sollicitée qui pénètre la nuit dans une propriété privée à partir de l’extérieur via des parois transparentes ou translucides (type fenêtre de toit, véranda, briques de verre, etc.) ou via d'autres parties non vitrées ou non closes par des volets étanches à la lumière. Plus généralement, pour les éclairagistes, c’est le flux lumineux qui traverserait une fenêtre ou un mur imaginaire dessinant la limite d’une propriété ou d'un lieu de vie.
La lumière intrusive est une nuisance lorsqu'elle empêche l'accomplissement des tâches habituellement dévolues au lieu, comme le sommeil aux chambres, ou l'observation des étoiles dans un jardin, le sommeil pour les terrasses extérieures dans certains pays chauds.
Au Royaume-Uni, depuis 2006, une loi prend en compte ce problème au motif qu'il peut perturber la santé des victimes (la définition de la santé selon OMS considérant à la fois la santé physique et mentale, qui peuvent toutes deux être altérées par le manque de bon sommeil).
C’est une des composantes de la pollution lumineuse dès que cette lumière peut perturber le sommeil et la santé d'occupants susceptibles de dormir dans un lieu (chambre, dortoir, camping, hôpital, EHPAD, maison de retraite, hôtel, cellule de prison, etc.). On peut étendre le concept aux animaux domestiques qui subissent cet éclairage (animaux de zoos ou d'élevage). Occulter les fenêtres ou ouvertures permet de se protéger de cette lumière, mais sans que l'horloge interne de l'organisme puisse alors s'accorder au rythme nycthéméral dépendant des levers et couchers de soleil.
La notion de lumière intrusive traduit une préoccupation récente, liée à la généralisation de l’éclairage nocturne qui ne date que de quelques décennies. Elle n'est par exemple pas encore reprise par le dictionnaire du vocabulaire normalisé de l’environnement (AFNOR). La Commission internationale de l'éclairage a néanmoins émis une norme sur la lumière intrusive admissible à la limite de propriété. Cette norme est cependant méconnue et donc peu utilisée, et elle impose des calculs parfois complexes, notamment pour la détermination de l’origine des sources de lumière intrusive (éclairage commerce, enseignes lumineuses, rue, voisins, avec ou sans phénomènes de réflexion sur l’eau ou sur une paroi réfléchissante, etc.).

### Sources de pollution lumineuse

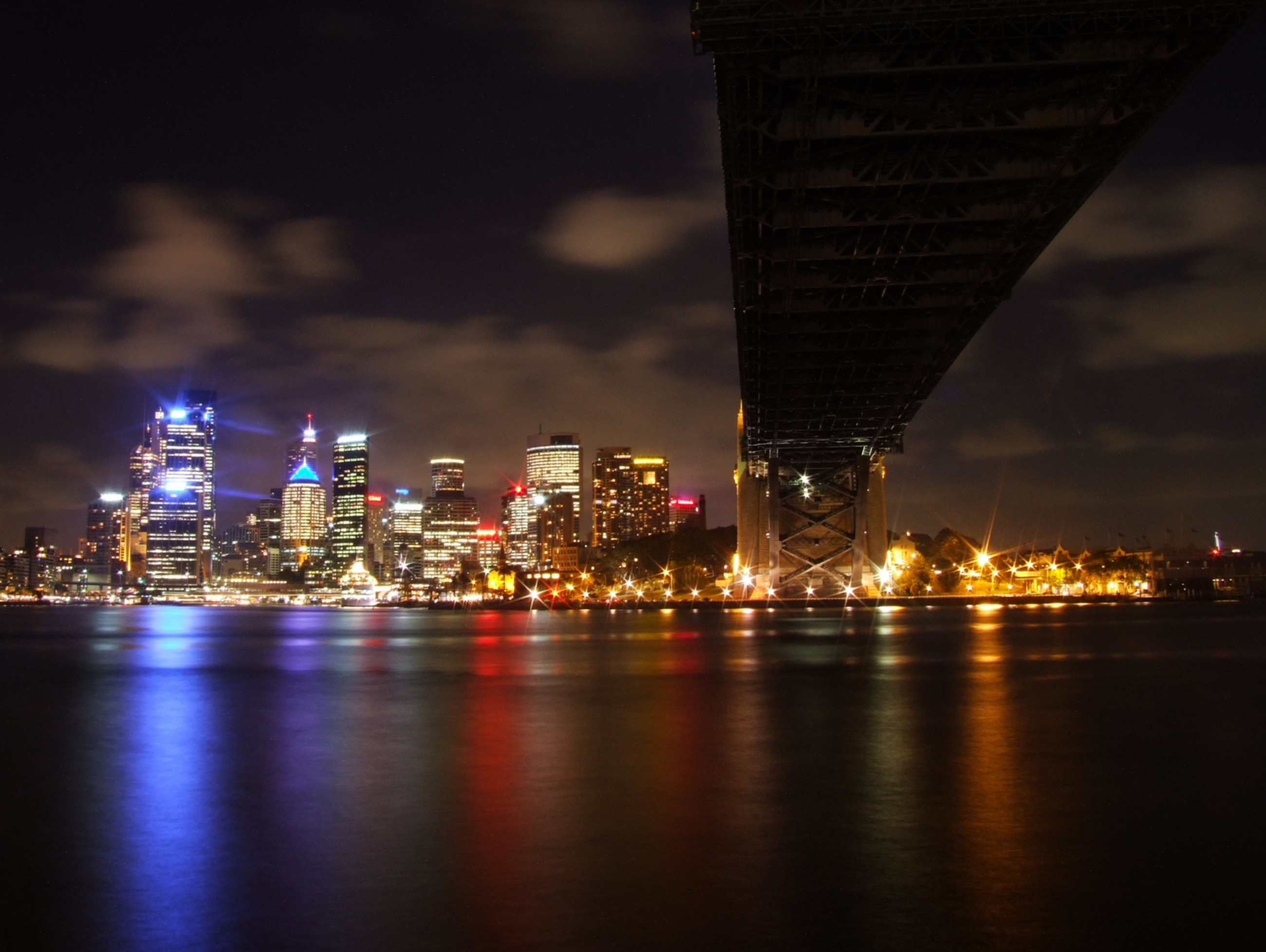
Principales sources de pollution lumineuse : l'éclairage de ville de nuit, en particulier les lampadaires omnidirectionnels (éclairage jaune sodium à droite de l'image), l'éclairage décoratif des très grands édifices, et le reflet de ces éclairages sur l'eau (photographie prise à Sydney en janvier 2007).

La pollution lumineuse a comme source physique :
- la lumière artificielle perdue ou réfléchie, émise par des sources fixes et permanentes telles que les luminaires des villes, des ports, des aéroports, des parkings, routes et autres voies de transport, des installations industrielles et commerciales, publicitaires, des locaux et bureaux éclairés la nuit et dont les parois vitrées et fenêtres ne sont pas occultées, par les phares des littoraux, etc. Des éclairage temporaires comme ceux d'installations sportives peuvent aussi attirer des insectes. Ainsi des milliers de papillons de nuit de l'espèce Autographa gamma[58] ont envahi le stade de France, attirés par l'éclairage laissé allumé pour « forcer » la croissance de la pelouse[59]. Des aspirateurs ont été utilisés pour s'en débarrasser, mais les joueurs ont été dérangés lors de la séance d'échauffement[60] et durant la rencontre[61].
- des sources mobiles comme les phares de véhicules ; elles y contribuent également pour une part encore difficile à mesurer, mais qui ne devrait pas être sous-estimée, étant donné l'importance du phénomène dit de roadkill.
- très localement, des canons à lumière et éclairage lasers, qui peuvent aussi avoir des impacts sur certaines espèces.
- les LED sont un cas particulier, source de préoccupations plus récentes liées d'une part à des impacts sanitaires (pour des lampes émettant dans le bleu ou l'UV ou le proche UV et mal utilisées et d'autre part à des impacts sous forme de pollution lumineuse. Une étude[62] publiée en 2014 dans la revue Ecological Applications conclut que les LED peuvent aussi concourir à la régression ou disparition de papillons[63]. Le spectre lumineux de l'éclairage public a récemment beaucoup changé, et il changera encore avec le développement des LED[64]. Or ce spectre a une grande importance sur le plan des impacts écosystémiques[65] et il apparaît que le spectre émis par les LED mises sur le marché dans les années 2000-2014 attire les papillons de nuit et certains autres insectes plus que la lumière jaune des ampoules à vapeur de sodium, en raison d’une sensibilité élevée de ces invertébrés nocturnes à la part vert-bleue et UV du spectre. Des pièges lumineux à insectes volants équipés de LED capturent 48 % plus d'insectes que les mêmes pièges utilisant des lampes à vapeur de sodium, avec un effet également lié à la température de l’air (les invertébrés sont des animaux à sang froid, naturellement plus actifs quand la température s'élève). Lors de cette étude plus de 20 000 insectes ont été capturés et identifiés : les espèces les plus fréquemment piégées étaient des papillons et des mouches[62]. Les LED pourraient localement attirer des « ravageurs phytosanitaires » tels que le Bombyx disparate (source de dégâts importants depuis qu’il a été introduit aux États-Unis)[66] ; Un risque spécifique semble exister dans les zones portuaires ou ferroviaires très éclairées où un éclairage LED pourrait directement attirer certains ravageurs ou des espèces exotiques envahissantes accidentellement apportées par des bateaux[62], ces espèces pouvant à leur tour mettre en péril des espèces natives rares ou menacées[67].

Par extension, l'expression « pollution lumineuse » a souvent été utilisée pour désigner le halo lumineux urbain qui en est un indice. Ce halo est produit par la lumière « utile » ou plus souvent inutile « perdue » dispersée ou réfléchie par les molécules de certains gaz et les particules en suspension dans l'atmosphère terrestre. Ainsi se forme un halo lumineux diffus qui - en augmentant la luminance générale du ciel – masque la vision de la voûte céleste et donne une couleur orangée à brunâtre au ciel nocturne.
Ce halo diffus visible à des dizaines de kilomètres est un indice de probable pollution lumineuse à grande échelle. Il est exacerbé dans les cas suivants :
- quand la basse atmosphère est humide (brume, bruine) ;
- quand la basse atmosphère est polluée par des particules (micro-gouttelettes d'eau provenant de cheminées ou d'évaporateurs et autres tours de refroidissement, particules émises avec les gaz d'échappement, poussières, fumées et autres suies et particules fines…) ;
- quand la lumière est émise de manière peu directionnelle (par exemple par un lampadaire-boule), ou volontairement dirigée vers le ciel ;
- quand la lumière est réverbérée par une surface réfléchissante (neige, glace, eau, miroir ou surfaces claires).

D'un point de vue chronologique, l'expression a, en fait, d'abord désigné la gêne occasionnée par les halos lumineux aux astronomes qui ont besoin d’un ciel pur et d’une bonne obscurité pour observer les astres. Ils doivent s’éloigner de plus en plus des villes et des zones éclairées pour pouvoir correctement observer le ciel. De nombreux observatoires astronomiques d’universités situées en ville ou dans leurs banlieues ont dû être abandonnés en Europe et aux États-Unis, dont l’Observatoire royal de Greenwich.

### Liens entre pollution atmosphérique et pollution lumineuse
Des liens existent entre ces deux formes de pollution ; Dans une atmosphère limpide, dépourvue d'aérosols, la lumière se propage potentiellement sur des centaines de kilomètres sans être diffusée. La pollution lumineuse paraîtra alors moindre dans et autour des villes, mais elle sera active bien plus loin, dans une zone de covisibilité plus étendue. Inversement dans une atmosphère turbide, le halo sera plus dense dans et autour de la ville émettrice, mais la lumière portera moins loin dans la zone de covisibilité. Autrement dit la turbidité de l'air produit une pollution lumineuse plus intense, mais plus locale, alors que dans un air pur, le halo sera moindre, mais perçu de plus loin. la pollution lumineuse n'est donc pas causée par les polluants particulaires ou gazeux ; ceux-ci ne modifient que sa localisation et sa perception.

### Histoire des causes

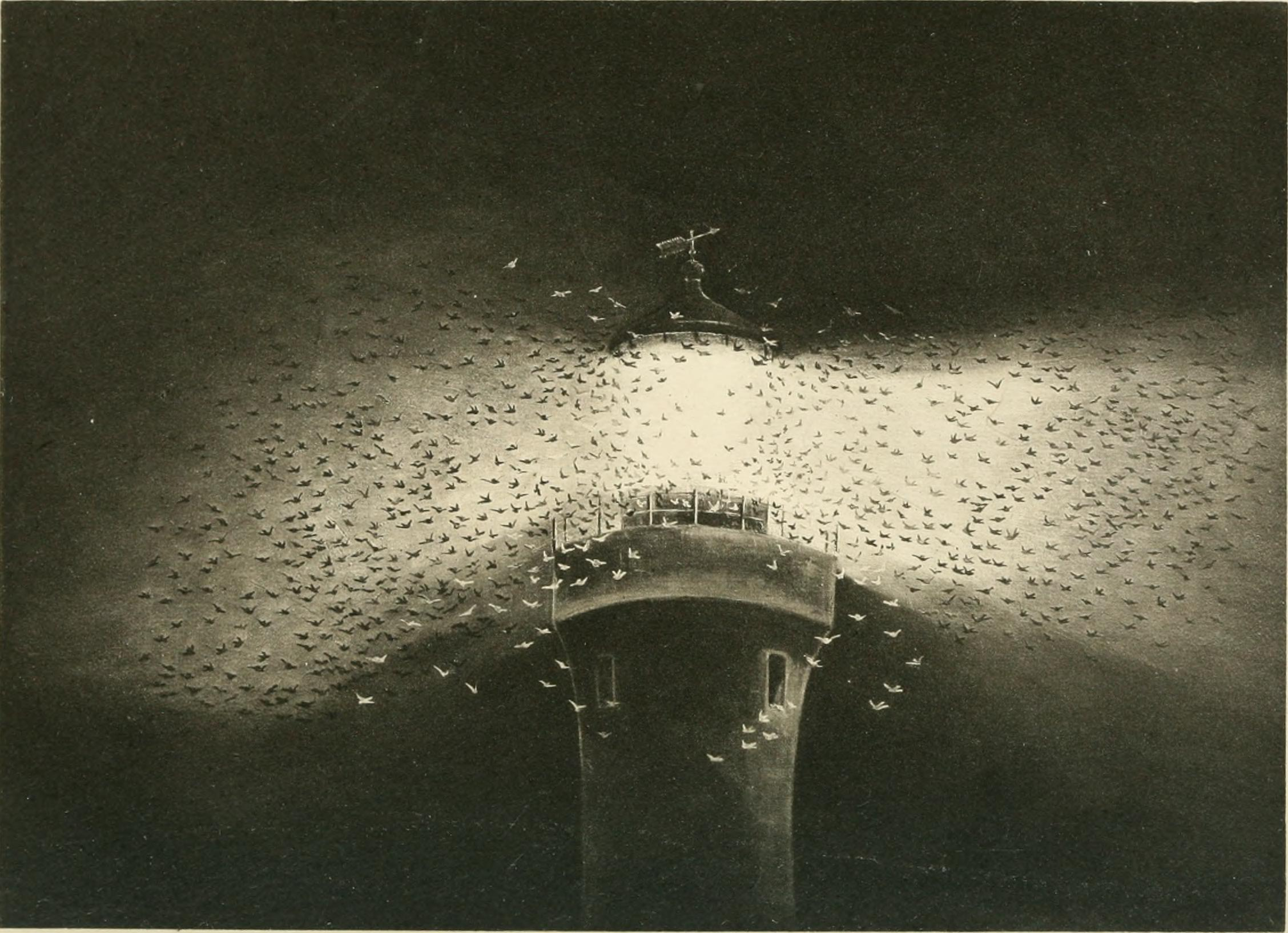
L'attirance qu'exerce la lumière des phares côtiers sur les oiseaux migrateurs est illustrée par le phare d'Eddystone sur le frontispice de l'ouvrage en de Clarke, publié en 1912.

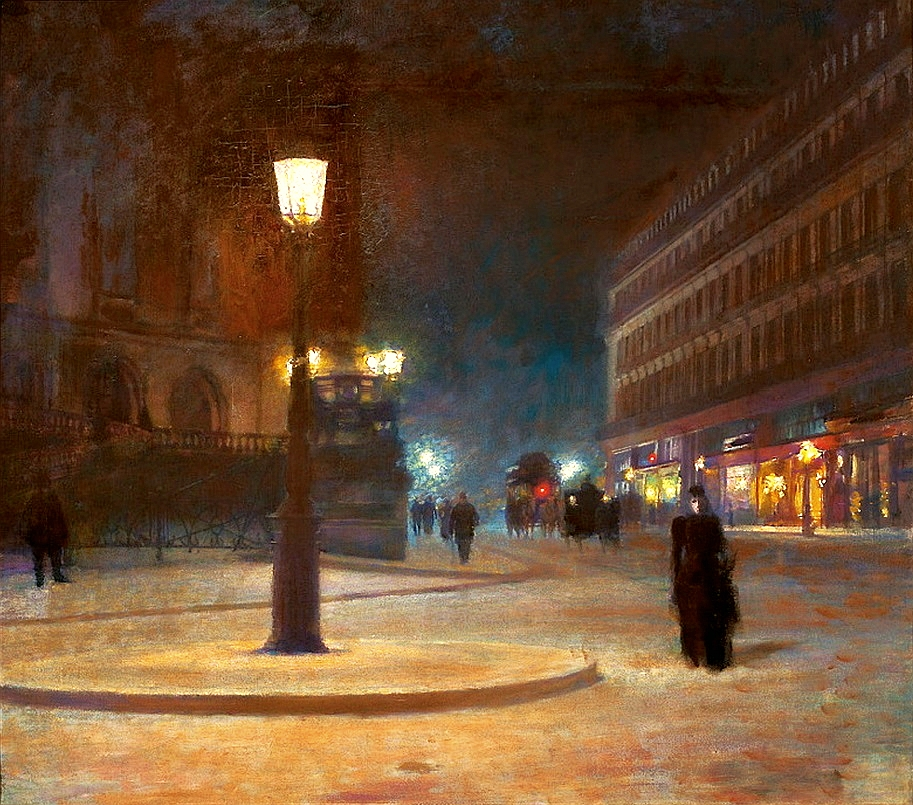
L'éclairage nocturne urbain est installé à Paris à partir de la fin du XVIIe siècle. Cette peinture de Ludwik de Laveaux représente la place du palais Garnier en 1892 où sont visibles des éclairages permanents à bec de gaz.

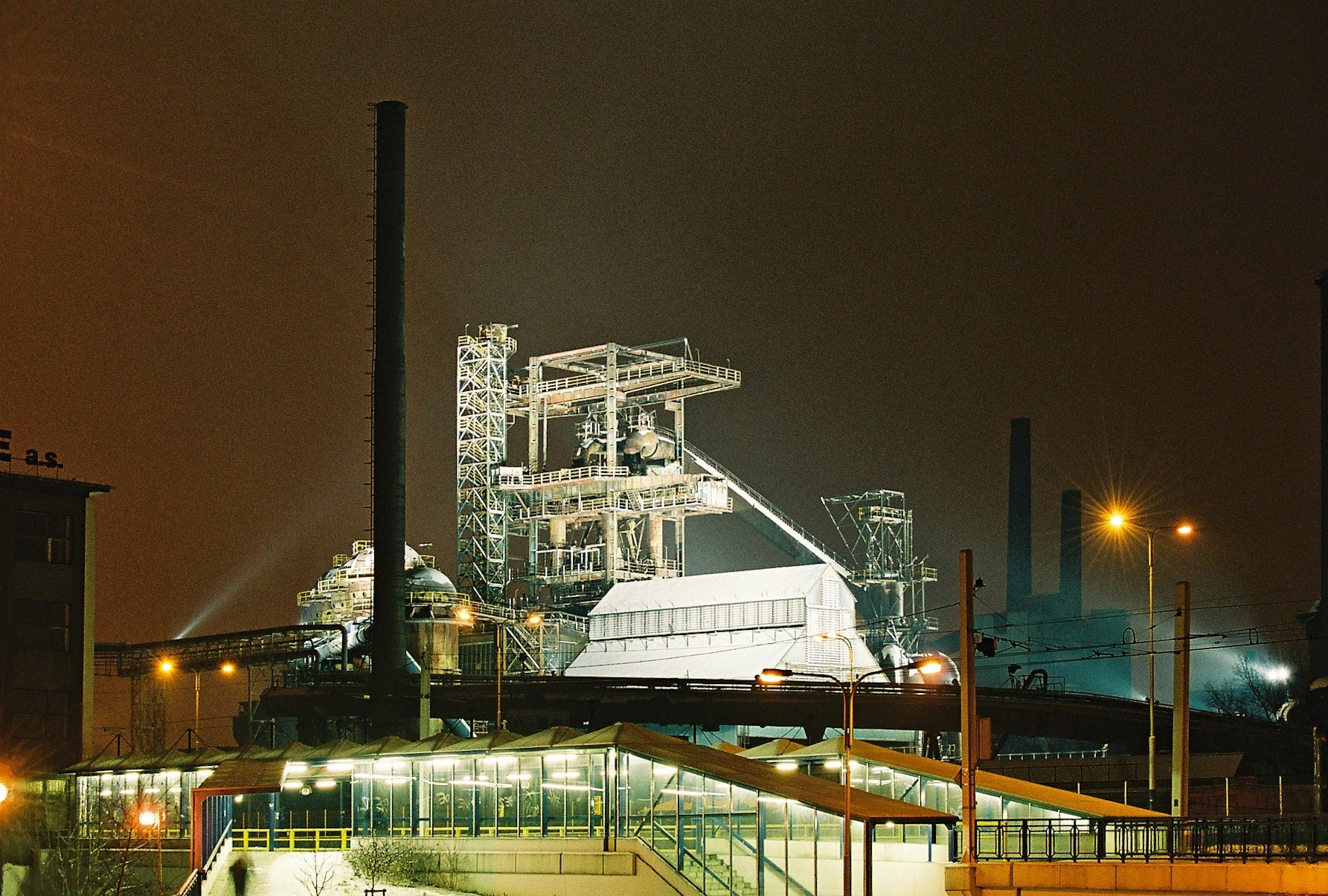
Au XXe siècle, les zones industrielles et charbonnières (ici en Tchéquie avec les hauts-fourneaux des aciéries dans la zone minière et industrielle de Vitkovice/Ostrava, travaillant à feu continu) ont généré un important besoin en éclairage nocturne, pour des raisons de sécurité, puis parfois d'image. Un des problèmes posés par ces éclairages puissants et permanents est qu'ils attirent de nombreux animaux (oiseaux, insectes...) dans les zones les plus dangereuses et polluées.

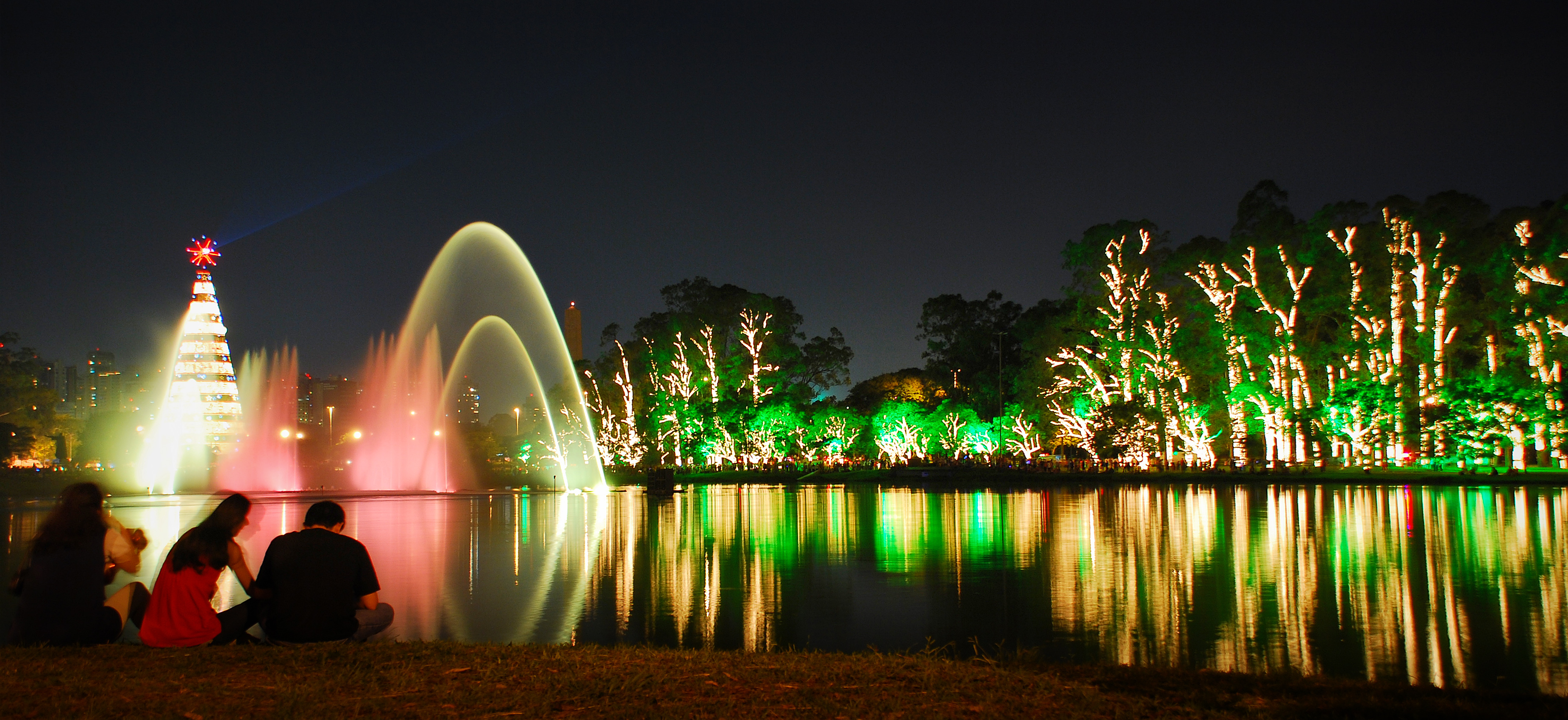
Les illuminations nocturnes gagnent parfois les espaces verts en y exacerbant la pollution lumineuse, ici durant les fêtes de Noël dans l'hémisphère sud (en été) dans le parc d'Ibirapuera (second plus grand parc de São Paulo (Brésil), comparable en importance au bois de Boulogne pour Paris, ou Hyde Park pour Londres.

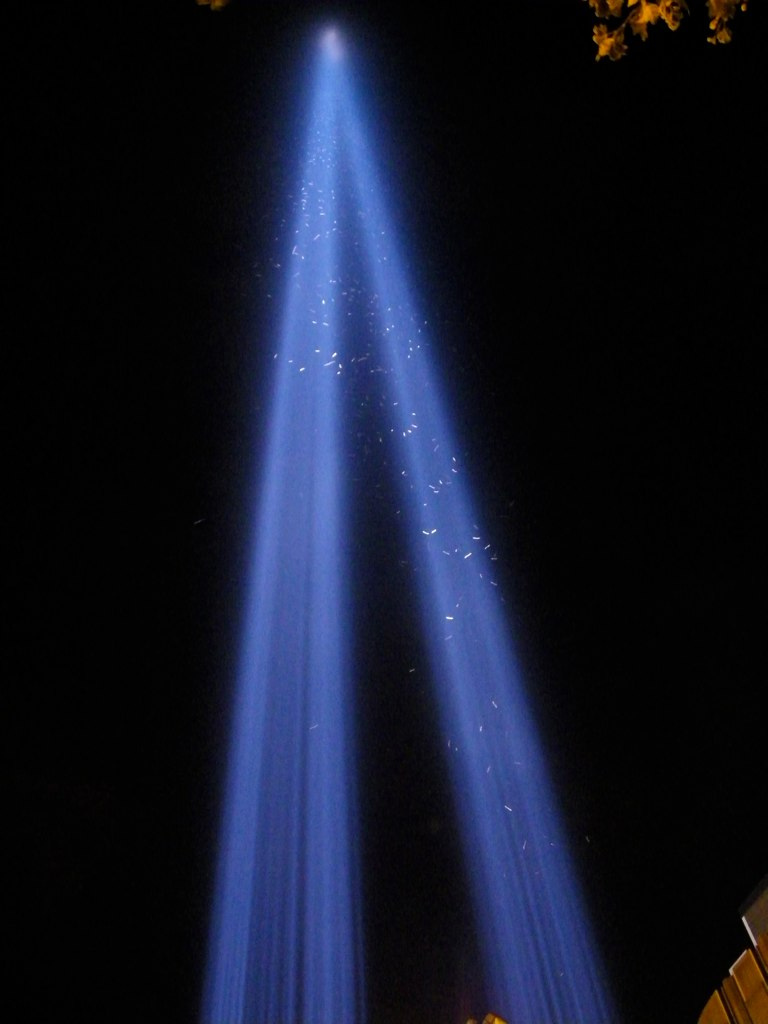
Durant les migrations aviaires, des canons à lumière (ici ceux du mémorial du World Trade Center) peuvent attirer et piéger dans leur faisceau de nombreux oiseaux (ici probablement en migration automnale nord → sud).

Au XVIIe siècle, l’éclairage public apparaît avec la création des « compagnies de lanterniers » pour éclairer certaines rues de Paris, puis des capitales de provinces. En 1667, Louis XIV impose l’éclairage de toutes les rues de la capitale pour lutter contre les vols et les crimes. Paris devient alors à cette époque la « ville lumière », grâce à un éclairage qui permet de sécuriser l’espace public et de faciliter la vie des citadins.
Avec l’invention du gaz de houille (dit gaz de ville) produit par les usines à gaz, l’éclairage s’est étendu et a développé ses premiers impacts écologiques, signalés par quelques chroniqueurs de l’époque (nuages de douzaines de papillons s'épuisant à tournoyer autour des becs de gaz et venant pondre par dizaines, voire par centaines sur certains fûts des lanternes (au cimetière du Père-Lachaise par exemple).
C’est avec l’apparition et la diffusion rapide de l’ampoule électrique et du réseau électrique, que l’éclairage public s’est répandu dans le monde, produisant dès les années 1940 un début de halo lumineux déjà signalé par les astronomes comme étant une gêne pour leur travail.
Des phares maritimes de plus en plus puissants ont été construits sur les littoraux et sur certaines îles (par exemple, l’île d'Ouessant en comporte cinq). Dès le XVIIIe siècle on s'aperçoit que ces phares attirent les oiseaux, parfois par milliers. Certains ornithologues ont procédé, dans les années 1960, au baguage des oiseaux qui tournoyaient autour des phares (en les attrapant avec des épuisettes, par exemple près des phares d’Ouessant en France) avant qu’on ne s’aperçoive que l’éclairage du fût du phare supprimait le problème.
En Europe, pendant les deux Guerres mondiales, les halos lumineux ont été fortement réduits dans les zones occupées et dans les zones de combats, pour économiser l’électricité et surtout à cause des couvre-feu imposés par l’occupant ou les forces alliées. Ainsi, pendant la Première Guerre mondiale, alors que les véhicules motorisés étaient encore rares, les phares en position « code » étaient autorisés la nuit, mais il fallait s’arrêter et couper l'éclairage lors des alertes et en cas de passages d’avions. Lors de la Seconde Guerre mondiale, les vitres devaient être obturées ou teintées de bleu, généralement au moyen d’une peinture appliquée à l’extérieur, et en zone occupée, même les phares des vélos — comme ceux des autos et camions — devaient être munis d’un cache ou d’une peinture bleue ne laissant visible qu’une fente produisant une fine raie de lumière, moins visible d'avion ou de loin.
Après les guerres, les périodes d’euphorie et de relance de la consommation se sont accompagnées d’incitations au développement de l’usage de l’électricité et de l’éclairage. De 1919 à 1939, les lampes à acétylène se sont développées dans les habitations, notamment pour éclairer le dimanche quand les moulins et certaines usines qui produisaient l'électricité s’arrêtaient. Les éclairages urbains extérieurs étaient alors alimentés par les nombreuses usines à gaz produisant du gaz à partir de charbon[réf. incomplète].
Dans les années 1970-1980, la lumière perdue par les éclairages commence à être qualifiée de « pollution lumineuse » ; elle inonde les villes et de plus en plus la campagne, atténuant la limpidité du ciel étoilé, jusqu'à le masquer de la vision à l'œil nu. On parle alors de nuisance plutôt que de pollution.
La notion de « pollution lumineuse » est née (sous cette dénomination) à la fin des années 1980.
- Elle regroupait alors principalement des facteurs aujourd’hui groupés sous l’expression « nuisances lumineuses », mêlant les artéfacts qui gênent ou rendent impossible l’observation astronomique de certaines parties du ciel à partir des observatoires, à des aspects complexes tels que les impacts potentiels, pressentis ou avérés de la lumière intrusive sur la santé des enfants ou des adultes qui y sont exposés.
- Dans les années 1990, les astronomes et physiciens de l’atmosphère ont commencé à développer des instruments pour mesurer cette nouvelle forme de modification de l’Environnement en général et de l’Environnement nocturne en particulier.
- À partir des années 1995, comme en témoignent les titres et contenus des colloques et symposiums qui traitent de ce problème, les impacts écologiques prennent une importance croissante. Les chercheurs et les naturalistes commencent à les mettre en évidence et à les quantifier, alors que la réflexion concernant les impacts sur la santé se poursuit, difficilement en raison du manque de données épidémiologiques propres à cette question. Les chercheurs s’appuient aussi sur des données ou études relatives à la vision, au système hormonal (dont la mélatonine) et sur des études médicales ou de recherche appliquée (dont concernant par exemple les traitements contre le rachitisme par les U.V., les thérapies par exposition à la lumière resynchronisant l’horloge interne ou soigner des patients dépressifs, etc.).
- Quelques études sont en cours (sur le moyen ou long terme). Elles portent sur les liens entre sécurité, criminalité, cambriolage et éclairage, et mettent en évidence la complexité de la question, ou bousculent parfois quelques idées reçues (ex. : en Belgique, 63,81 % des cambriolages ont lieu en plein jour, et seulement 36,19 % de nuit[71]). Ce chiffre est de 20 % en France selon d'autres sources[72].
- D’autres disciplines, allant de la géographie et de l’urbanisme à l’ergonomie se saisissent de la question depuis la fin des années 1990, y compris au travers de l’étude de la vie nocturne, urbaine notamment. La première[réf. nécessaire] thèse universitaire exclusivement consacrée à la pollution lumineuse ne démarre en France qu'en 2006[73].

Les photos et films pris de la Station spatiale internationale, mais surtout l'imagerie aérienne et satellitaire commence à permettre de quantifier et cartographier d’une manière objective la pollution lumineuse, mais les images de haute précision ou de la face non éclairée de la Terre prises dans l’infrarouge ou l’ultraviolet restent propriété des militaires ou inaccessibles pour des raisons de coût.

## Conséquences
La pollution lumineuse qu'il s'agisse d'un halo diffus (à l'abord des villes) ou de points d'éclairages puissants (phares, grands bâtiments), éventuellement disposés en alignements ont diverses conséquences, en particulier sur la faune passant à proximité des villes. Des conséquences indirectes sur la flore semblent probables, mais encore mal cernées.

### Impacts sur la faune

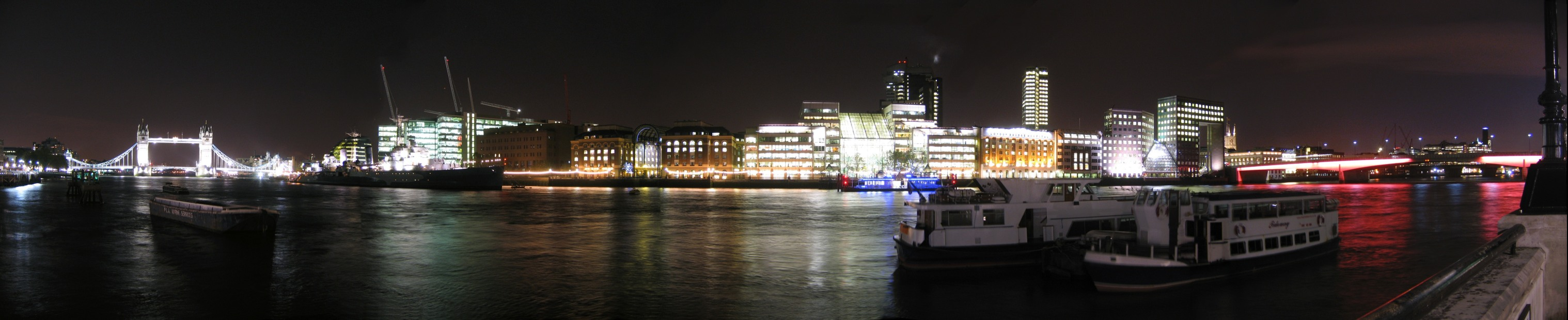
Londres et la Tamise de nuit. L'éclairage de la ville de nuit est mis à profit par des braconniers pour la pêche à l'écrevisse et à l'anguille.

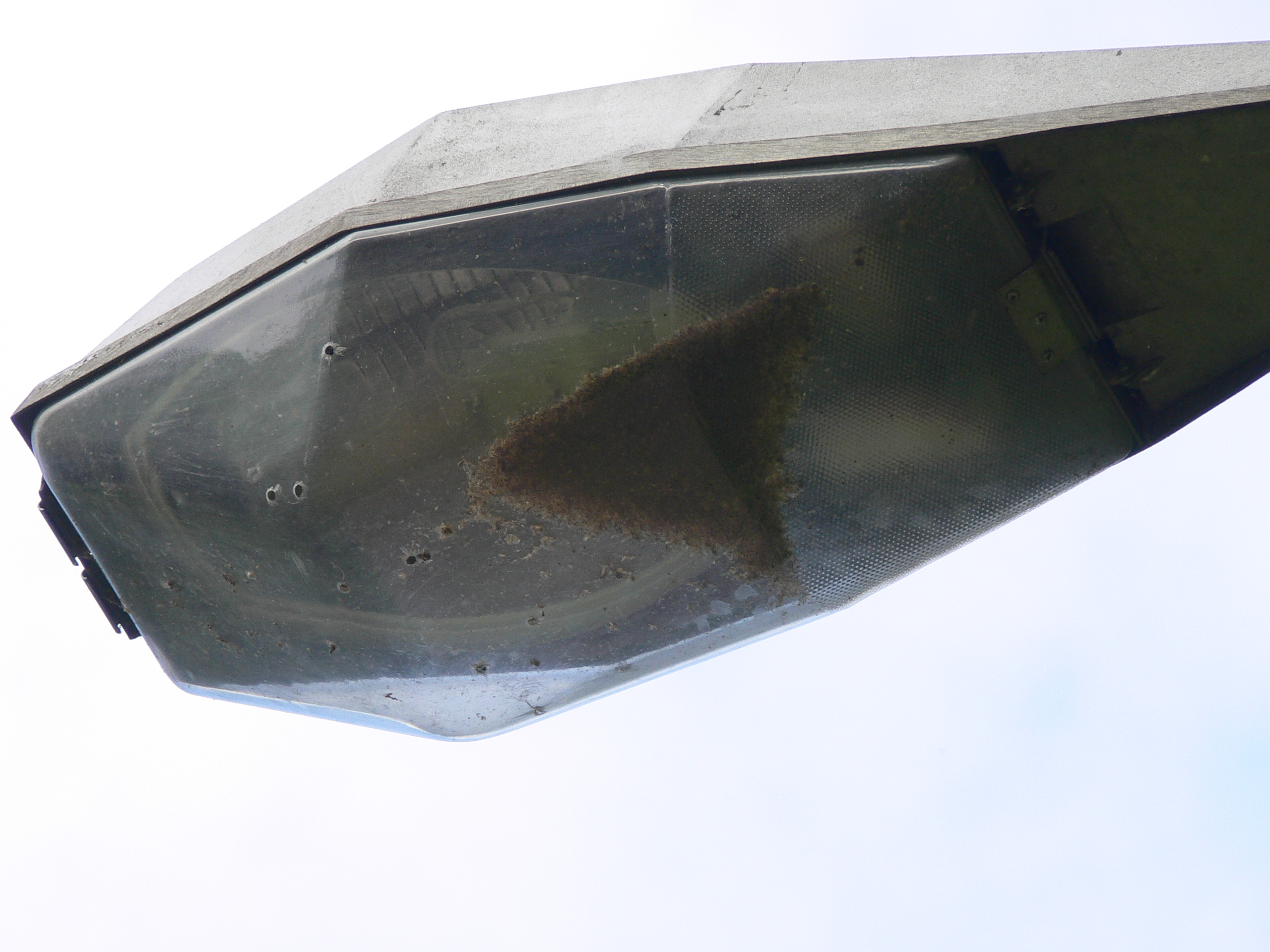
Lampadaire en lisière d'une zone boisée dégradé par des plombs de chasse. Les trous dans le verre, de 4 mm de diamètre environ, ont piégé des milliers de petits insectes attirés par la lumière.

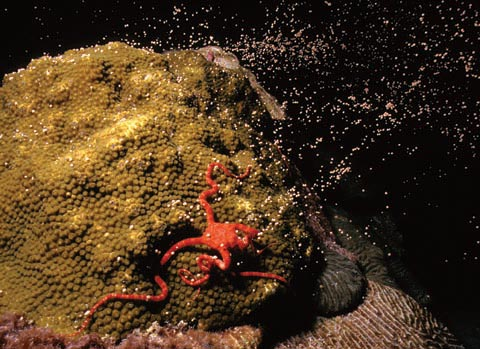
Chez les coraux la libération en masse du sperme et des ovules (photo) se fait toujours de nuit, un certain temps après la pleine lune et à une certaine heure après le coucher du soleil. En aquarium on peut artificiellement décaler la ponte en les éclairant de nuit ou en ne simulant pas le cycle lunaire.

Selon Christopher Kyba, pour la faune nocturne, « l'introduction de la lumière artificielle représente probablement le changement le plus radical que les êtres humains ont fait à leur environnement ». En effet, presque tous les animaux ont des rythmes biologiques basés sur le photopériodisme. De nombreux animaux sauvages diurnes en liberté voient leur sommeil perturbé dans les contextes de pollution lumineuse « avec des effets souvent dramatiques et potentiellement négatifs sur les rythmes biologiques, l'activité quotidienne et de la reproduction ». La plupart des animaux nocturnes ou partiellement nocturnes sont aussi perturbés par l'éclairage artificiel, au point de parfois disparaître de leur habitat quand il est éclairé. La lumière artificielle est également à même de constituer une source de fragmentation « immatérielle ». La plupart des invertébrés du sol (ou du bois-mort) fuient la lumière. Pour les espèces prédatrices, l'éclairage peut affecter la disponibilité alimentaire, la distribution des proies, la compétition inter-spécifique. Pour les espèces grégaires, les colonies de reproduction, les gîtes d’hibernation, les reposoirs peuvent être délaissés ou abandonnés. Pour les espèces photophobes, l'éclairage fragmente l'environnement nocturne.

#### Impacts sur les oiseaux
Les chrono-rythmes des oiseaux saisonniers sont en grande partie dépendants des variations de la durée du jour. Les oiseaux migrateurs sont les plus manifestement touchés : les deux tiers migrent de nuit. Leur sens de l'orientation est basé sur la vision, ainsi que sur la perception du champ magnétique terrestre,, et aussi la position des étoiles. Ce sens inné est perturbé par l'exposition à l'éclairage nocturne, notamment le long des littoraux et des grandes agglomérations. Les oiseaux peuvent heurter les immeubles éclairés et leurs superstructures. De plus, en période de migration, pour beaucoup d'espèces le pic d'activité migratrice est observé juste après le coucher du Soleil, et jusque 0 h-1 h du matin, suivi d'une diminution de cette activité au cours de la nuit puis d'une reprise au lever du Soleil (pour les migrateurs diurnes cette fois).
Le halo lumineux créé par quelques serres sur le dessous d'une couche nuageuse a par exemple suffi à permettre à des ornithologues lituaniens d'observer, compter et enregistrer des vols migratoires nocturnes d'oiseaux à 500 m de hauteur dans une zone éclairée d'environ 500 m de large.
Les impacts de la lumière (en particulier en pleine mer ou sur les littoraux, via les phares et ports) sur les oiseaux migrateurs sont mal connus et encore peu documentés. On sait cependant que la lumière nocturne interfère avec leur système d'orientation,,,,,,, ou que le poussin du macareux, comme ceux de quelques autres oiseaux de mer (pétrels, puffins) est attiré par les lumières proches de son nid. Or, si son premier vol, qui ne peut durer que quelques dizaines de secondes, ne l'amène pas en mer où il se nourrira, ses chances de survie sont très faibles. Les récepteurs en cause dans le cerveau des oiseaux commencent à être identifiés.
La lumière blanche ou colorée (moindrement pour certaines couleurs et pour certaines espèces), certains flashs lumineux perturbent les oiseaux. Certaines lumières (rouge,, jaune, bleue, blanche) affectent plus certaines espèces,.
Les oiseaux d'eau littoraux s'alimentent essentiellement la nuit, probablement pour mieux échapper à leurs prédateurs et peut-être parce que nombre de leurs proies sont elles-mêmes alors plus accessibles. On a montré pour six espèces d'échassiers aux stratégies alimentaires différentes (trois espèces dites « butineurs visuels », une espèce « tactile » et deux espèces à stratégies mixtes, visuelles et tactiles), que leur comportement d'alimentation était perturbé par la proximité de réverbères (ex. : près des routes et des zones urbanisées, portuaires ou industrialisées de plus en plus étendues) qui attire les espèces à stratégies visuelles qu'on trouve plus nombreuses près des luminaires où le milieu est généralement plus pauvre et pollué, où leur risque de prédation augmente, et où leur ressource alimentaire peut être surexploitée (83 % de proies en plus mangées par les espèces butineuses visuelle et mixtes), ce qui évoque une situation de type « piège écologique ».
Les oiseaux diurnes ont besoin de dormir la nuit. Lors d'une étude en 2015, des chercheurs ont apposé des enregistreurs-accéléromètres sur la tête de paonnes, pour étudier leurs mouvements de tête en situation de nuit noire, ou dans un environnement nocturne perturbé par de la lumière. Ils ont constaté qu'en situation de pollution lumineuse, la vigilance nocturne des paonnes est significativement augmentée, et que ces oiseaux, quand ils devaient faire face à un compromis entre vigilance et dormir la nuit, passaient moins de temps à dormir, probablement au détriment de leur santé. Les auteurs précisent que, quand on leur donne le choix, ils ne choisissent néanmoins pas de se percher à l'ombre plutôt qu'à la lumière.
Les petits passereaux ont aussi besoin d'un sommeil récupérateur, or une étude récente (2015) a montré que la mésange Parus major est très perturbée quand son nichoir est éclairé par une petite led blanche ; elle se réveille plus tôt, dort moins (5 % de temps en moins) et passe moins de temps dans le nichoir, qu'elle quitte plus tôt dans la matinée ; et le soir elle s'endort ensuite plus tard. La femelle se montre plus perturbée que le mâle. Les auteurs concluent que la pollution lumineuse affecte probablement la santé des oiseaux et d'autres animaux qui y sont exposés, au moins en perturbant leur sommeil.
Selon l'ONG FLAP, le nombre d'oiseaux tués chaque année aux États-Unis par an par collision avec des vitres ou éléments d'architecture sur l'ensemble de leur parcours migratoire pourrait atteindre les 100 millions. Rien qu'à Toronto en 2012, l'ONG a récupéré les corps de 2 400 oiseaux migrateurs tués par collision avec les buildings, qui sont en 2013 présentés au Royal Ontario Museum (ROM) dans la Galerie de la Biodiversité. Le temps brumeux semble particulièrement propice à ces phénomènes, notamment dans les villes situées sur les axes migratoires les plus importants (littoraux, vallées, chaînes de lacs et de zones humides ou dans l'axe de certains cols de montagne).

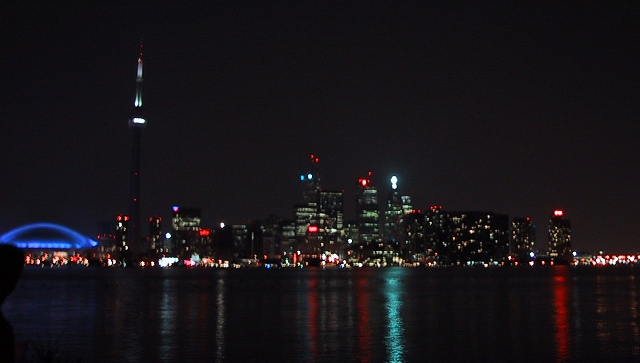
Photographie de nuit de la ville de Toronto, où est visible sa plus haute construction, la Tour CN (à gauche sur l'image). L'éclairage nocturne de cet édifice particulièrement élevé (553.33 m) attire les oiseaux passant par le couloir de migration aviaire où est situé Toronto.

À Toronto, le programme Fatal Light Awareness Program (FLAP) a dénombré près de 3 000 cadavres d'oiseaux (appartenant à plus de 140 espèces) retrouvés aux pieds de tours de Toronto en un an, notamment aux pieds de la Tour CN (553 m) éclairée la nuit. D'autres animaux blessés ou emportés par leurs prédateurs (chats, rats) ne peuvent pas être inclus dans le décompte. Une extrapolation donne un chiffre de un à dix millions d'oiseaux migrateurs tués annuellement par collision avec des immeubles à Toronto.
Rebekah Creshkoff (de la société Audubon) a en l'an 2000 dénombré 690 oiseaux morts et 305 blessés appartenant à 68 espèces aux pieds des tours jumelles du World Trade Center. Certains oiseaux ne meurent pas brutalement de collision, mais s’épuisent en tournant dans les zones éclairées avant de tomber au sol épuisés, ou de finalement percuter une vitre, surtout les nuits brumeuses ou de pluies fines, en période de migration.
L'étourneau sansonnet s'est récemment et très bien adapté aux conurbations éclairées. Son comportement a néanmoins été fortement modifié : cet oiseau diurne a très mauvaise vision nocturne est normalement calme et silencieux la nuit, même en dortoirs rassemblant 300 000 individus et dérangés par un prédateur (renard, chat, rapace nocturnes…), alors qu'en ville où le halo lumineux leur permet de voir toute la nuit, ces mêmes étourneaux sont beaucoup plus actifs et nerveux, se déplaçant à n'importe quelle heure de la nuit, changeant de perchoir quand ils sont dérangés. Ils fientent plus, chantent et crient et dorment moins, mais ils bénéficient de la bulle de chaleur urbaine, ce qui permet à un nombre croissant d'étourneaux de devenir sédentaires en hiver, au lieu de migrer plus au sud (ou au nord dans l'hémisphère sud), au détriment d'autres espèces dont la niche écologique est maintenant occupée par l'étourneau qui devient invasif dans de nombreux pays.

#### Impacts sur les mammifères
Les mammifères utilisent la lumière naturelle pour réguler leur horloge interne. Des espèces nocturnes comme les chiroptères sont souvent cités comme exemple de mammifères dépendant de la qualité de l'environnement nocturne. Dans les bâtiments illuminés (quand ils restent occupés), les juvéniles grandissent moins (moindre poids, et moindre taille de l'avant-bras). Il y a retard de parturition et/ou le taux de croissance est inférieur dans les bâtiments illuminés.
Des espèces peuvent localement s'adapter à l'éclairage, comme certaines pipistrelles d'Europe, qui ont localement appris à chasser autour des lampadaires, mais au risque de faire régresser leurs proies (surprédation alliée au phénomène dit de « piège écologique »). Au contraire, d'autres espèces (ex. : grand rhinolophe dont les effectifs chutent depuis la fin du XXe siècle), ne chassent que dans une obscurité totale, de plus en plus rare, alors même qu'une partie de ses proies (papillons nocturnes notamment) sont attirés par les lumières.
Mais bien d'autres espèces vivent la nuit ou surtout la nuit et préfèrent l'ombre à la lumière, certains fuyant la lumière (parfois d'ailleurs utilisée pour dissuader des prédateurs. Micros-mammifères (ex. : la souris des sables (Alabama Beach Mouse (en)) qui vit sur les littoraux de plus en plus éclairés) et lagomorphes s'alimentent le moins dans les zones les plus éclairées,.
Macropus eugenii, le plus petit des marsupiaux australiens, a fait l'objet d'une étude, qui démontre que l'éclairage artificiel nocturne perturbe la bonne perception de la durée du jour par l'animal. Les marsupiaux expérimentalement exposés durant cinq ans à différents niveaux d'éclairage nocturnes de type « urbain » ont perdu leur capacité à s'adapter aux changements saisonniers de lumière ambiante (c'est-à-dire à bien caler dans le temps l'activation de la reproduction, de la lactation et de la période de soin aux petits), or ce « moment de grand investissement maternel » doit coïncider avec des conditions environnementales favorables à l'espèce. L'éclairage a dans ce cas altéré ou supprimé la production normale de mélatonine, avec un effet délétère sur le succès de reproduction. Les auteurs de l'étude concluent que la pollution lumineuse a un potentiel d'impacts à plus grande échelle au niveau des populations sur les mammifères à reproduction saisonnière. Le hamster de Sibérie exposé de manière chronique à de la lumière la nuit voit son immunité se dégrader ; son taux de cortisol et de certaines protéines importantes pour les chonorythmes sont également altérés, tandis que chez le hamster de Syrie, certaines parties du spectre lumineux sont plus nocives la nuit pour la production de mélatonine pinéale que d'autres, la lumière fluorescente bleue étant la plus néfaste.
La luminosité d'une simple lampe à pétrole suffit à significativement diminuer le comportement de recherche alimentaire de micromammifères. Inversement, des comportements de surprédation peuvent être induits par l'éclairage qui attire le plancton ou de nombreuses espèces de poissons (ex. : Des phoques veaux-marins (Phoca vitulina) se regroupent chaque printemps sous deux grands ponts parallèles qui enjambent la Puntledge River Courtenay en Colombie-Britannique). Ils se positionnent dans le sens du courant, ventre en l'air, forment une barrière vivante et interceptent et mangent là des milliers de salmonidés juvéniles (smolts) dévalant de nuit vers la mer. Ils le font avec un taux de prédation anormalement élevé, assez pour affecter la dynamique des populations de plusieurs espèces de salmonidés (la Puntledge River était historiquement l'une des zones les plus riches en saumon chinook de Colombie britannique, mais en 1995, seuls 208 chinooks ont été comptés en dévalaison). On a tenté de perturber le comportement des phoques en posant là, en travers de la rivière, une barrière mécanique maintenue par des flotteurs de liège. On a aussi testé un dispositif d'effarouchement acoustique spécifique (un pinger). Le fait d'éteindre les lumières du pont a été plus efficace que de poser une barrière mécanique pour limiter cette surprédation, mais moins que le dispositif acoustique.

#### Impacts sur les reptiles
Ils sont mal connus pour les reptiles terrestres, mais on a montré que la tortue caouanne se montre très sensible à la lumière qui attire fortement les nouveau-nés dans les heures qui suivent l'éclosion, ce qui peut les empêcher de rejoindre la mer et faciliter leur prédation, surtout à proximité des zones urbanisées.

#### Impacts sur la vie aquatiques et semi-aquatique

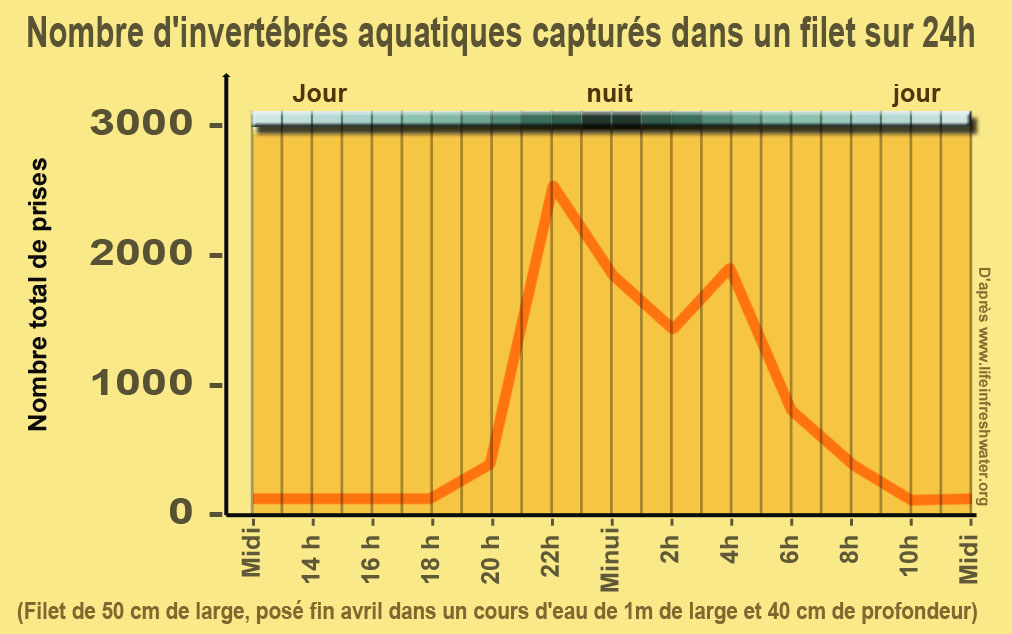
L'éclairage des zones humides et cours d'eau peut interférer avec le phénomène de dérive des invertébrés aquatiques (« invertebrate drift »).
Dans les systèmes lotiques, de nombreux invertébrés se laissent transporter par le courant. Peut-être pour mieux échapper à leurs prédateurs, ils le font presque toujours dans les périodes crépusculaire et deux ou trois heures après le coucher du soleil, puis un peu avant l’aube. Les poissons et certaines espèces prédatrices semblent également plus actifs à ces périodes.

De nombreux autres organismes aquatiques migrateurs ont des comportements (migration remontée/descente dans la colonne d'eau, repos, comportement de chasse, etc.) qui sont contrôlés par la luminosité et/ou la durée du jour. Des espèces dites « diurnes », comme chez des espèces dites « nocturnes » sont pour la plupart sensibles aux rythmes saisonniers, et à la durée de la nuit, mais aussi aux cycles lunaires et à la luminosité de la Lune. Celle-ci peut par exemple inhiber ou au contraire exciter l'activité de certains animaux, y compris aquatiques. Par exemple, le rythme nycthéméral règle une partie des migrations quotidiennes (déplacement horizontaux et/ou verticaux) et l'activité de nombreuses espèces planctoniques dont les daphnies et autres invertébrés aquatiques et organismes zooplanctoniques et même des poissons, or ces micro-mouvements jouent un rôle très important pour le mélange des couches thermiques et salines des eaux,. Les salmoniculteurs savent maitriser la période de smoltification des saumons, uniquement par contrôle de la photopériode, en les exposant à une lumière artificielle (Ceci leur permet d'obtenir des smolts en automne au lieu du printemps, et de pouvoir les transférer en élevages marins plus tôt). Il a aussi été expérimentalement démontré qu'au sortir de l'œuf et dans les semaines qui suivent, les alevins de salmonidés se dispersent à partir du lieu de ponte surtout de nuit (P <0,001), quelle que soit la vitesse du courant pour les deux espèces de poissons testés (saumon et truite).
Les amphibiens migrent essentiellement de nuit et à la saison des amours, la rainette ou la grenouille américaine Rana clamitans melanota chantent moins quand elles sont éclairées. Des grenouilles, des serpents ou des salamandres,,, dont la salamandre terrestre Plethodon cinereus testées se sont aussi montrées perturbées dans leur développement et leurs activités, lorsqu'exposées à un éclairage artificiel de nuit. On a montré en 2008 que les larves des anoures se montrent également affectées par l'éclairage artificiel, bien que des têtards de Rana clamitans mangent une quantité de nourriture identique en milieu éclairé ou dans l'obscurité (en laboratoire).
Les coraux peuvent aussi être affectée, car le clair de lune jouent pour eux un rôle vital pour la détermination du moment de leur reproduction, via une protéine photosensible proche de la mélanopsine (laquelle chez les mammifères, contribue à synchroniser les rythmes circadiens avec le rythme quotidien lumière-obscurité).
Avec certains polluants perturbateurs endocriniens, l'éclairage artificiel peut aussi agir comme modulateur endocrinien chez des escargots aquatiques en altérant leurs capacités de croissance et de reproduction ainsi que leur rythme d'activité.

#### Impacts sur les insectes et autres invertébrés

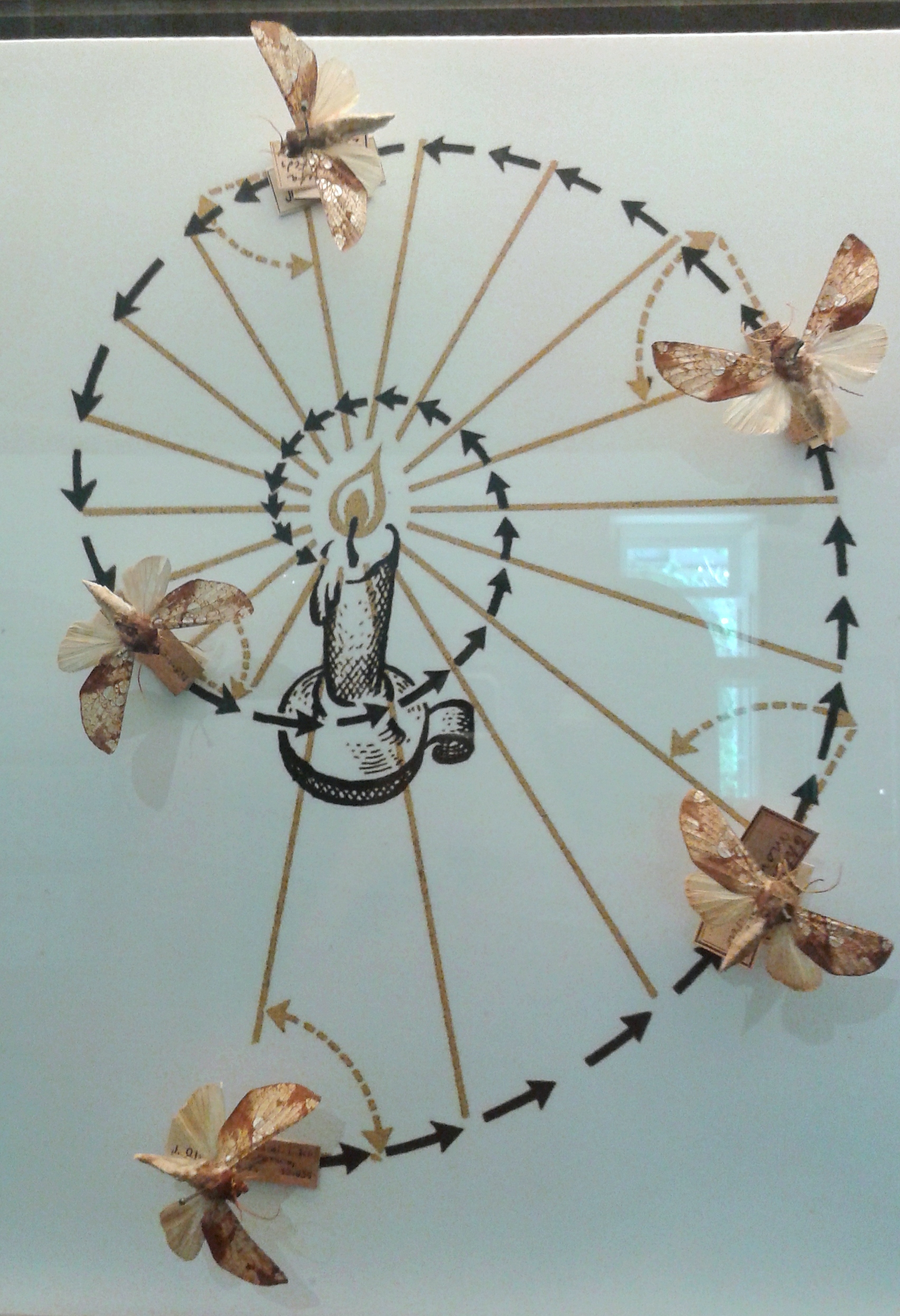
Certains papillons de nuit désorientés adoptent une trajectoire de vol en spirale au lieu de conserver une trajectoire rectiligne sous les lampadaires où ils sont happés par les véhicules, dévorés par des chauves-souris, ou retrouvés morts épuisés ou grillés.

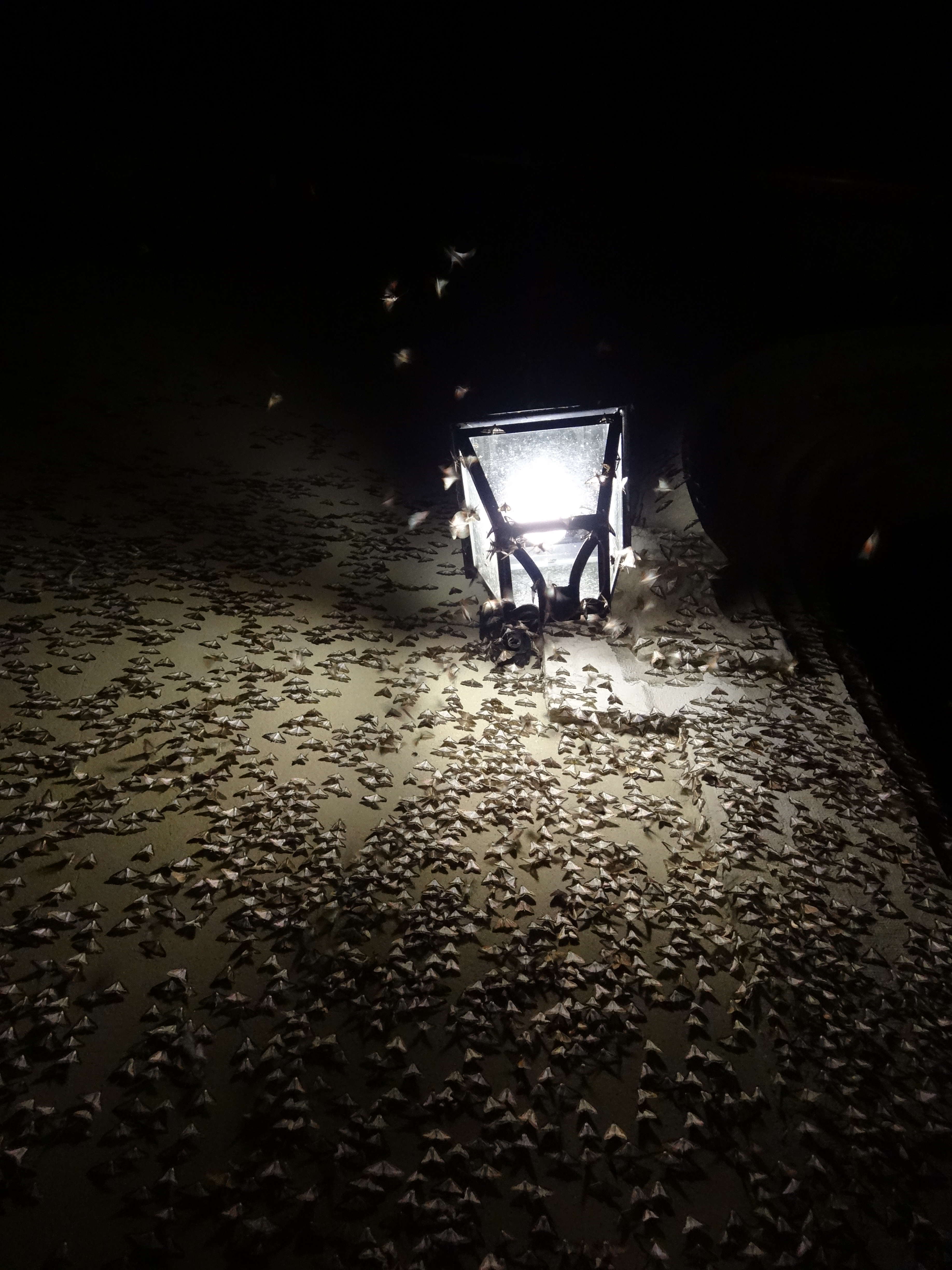
Attraction par un luminaire (applique murale) de centaines de papillons de l'espèce Cydalima perspectalis (Pyrale du buis), défoliatrice du buis, invasive en Europe.

Les insectes crépusculaires et nocturnes qui utilisent la lumière des étoiles ou de la Lune pour se diriger dans le noir, sont attirés par les sources lumineuses (phénomène de phototaxie positive qui concerne à 99 % des moustiques, des papillons, des mouches et des coléoptères) et désorientés par cette pollution qui constitue un piège écologique provoquant des effets sublétaux, en altérant notamment leur comportement de reproduction et d'alimentation. Environ 30 à 40 % des insectes qui s'approchent des lampadaires meurent peu de temps après, à la suite d'une collision avec des véhicules (roadkill), d'une hyperthermie ou d'une déshydratation dues à la source de chaleur, ou sont éliminés en étant grillés par les ampoules non protégées ou par les effets de la prédation (chauve-souris le plus souvent), ce qui engendre un déséquilibre de la chaîne alimentaire animale.
L'éclairage artificiel influence le comportement des organismes et souvent secondairement leur succès reproducteur et leur survie à court, moyen ou long termes. Pour cinq grands groupes d'invertébrés étudiés par une étude publiée en 2012, la proximité de luminaires a déjà fortement modifié la communauté des espèces vivant dans les rues éclairées, par rapport aux rues non éclairées, indépendamment de la saison et du moment de la journée où les inventaires sont faits. Cette étude a montré que les modifications concernent aussi « des niveaux supérieurs d'organisation biologique par rapport aux effets précédemment reconnus, ce qui soulève la possibilité qu'il (l'éclairage) puisse modifier la structure et la fonction des écosystèmes ». Environ 150 insectes sont tués par lampadaire et par nuit d'été.
Les traces d'insectes piégés par des lumières produites artificiellement remontent à l'Empire romain. On a expliqué ce piégeage par une confusion avec la lumière de la Lune ou par une attirance vers la chaleur, mais les données cinématiques nécessaires pour tester les différentes hypothèses sont extrêmement rares, suivre la position de petits insectes rapides dans des conditions de faible luminosité étant techniquement difficile. En 2023, des séquences vidéo à haute résolution des trajectoires d'insectes appartenant à dix ordres taxonomiques ont été obtenues en présence de deux sources de lumière artificielle, une LED ultraviolette ou un tube lumineux pour attirer les insectes, et une lumière infrarouge pour cinématographier leurs mouvements sans les influencer. Ce travail a été réalisé dans un environnement de laboratoire contrôlé à Londres, puis dans la nature au Costa Rica. Au laboratoire, les chercheurs ont fixé des marqueurs réfléchissants sur le corps des insectes et ont suivi leurs positions et orientations à l'aide de huit caméras à des cadences allant jusqu'à 500 images par seconde. Les images révèlent que les insectes volants se dirigent rarement directement vers une source de lumière, mais volent plutôt orthogonalement à celle-ci. Ils penchent le dos vers la zone la plus lumineuse qu'ils perçoivent, ce qui provoque une asymétrie dans la répartition des forces exercées sur eux. Ce comportement maintient normalement les insectes alignés avec l'horizon, mais une source lumineuse ponctuelle perturbe ce signal et incite les insectes à tourner le dos à ce qu'ils confondent avec le ciel (notamment, ils volent sur le dos quand ils sont au-dessus de la source). Le résultat est une orbite circulaire dans laquelle ils sont ensuite piégés. Il existe quelques exceptions — encore inexpliquées — comme les drosophiles et le Sphinx du laurier-rose, peu affectés par la lumière ultraviolette,.

### Impacts de la lumière artificielle sur la santé
La lumière naturelle joue un rôle essentiel de « resynchronisateur » des rythmes biologiques et du système hormonal chez la presque totalité des espèces, en réaccordant l'horloge interne au rythme circadien. Les primates ne font pas exception : on a par exemple montré chez le microcèbe murin (Microcebus murinus) que l'éclairage nocturne change les comportements, les rythmes biologiques et les fonctions physiologiques, notamment en inhibant les comportements locomoteur et alimentaire, en altérant la perception de la photopériode, en perturbant les rythmes d’activité et de thermorégulation, avec activation prématurée de la fonction reproductive des animaux exposés, autant de conséquences qui dans la nature peuvent réduire l'adaptabilité (succès reproducteur et survie de l'individu et du groupe). Des tests ont montré que des souris continuellement exposées à la lumière artificielle — et donc privées d’obscurité — pendant six mois ont subi un ralentissement de 70 % du rythme circadien, une baisse de la densité osseuse et une perte de la force musculaire.

#### Effets sanitaires de l'exposition de l'Homme à l'éclairage artificiel
- L'éclairage a encouragé le travail posté[150] et la vie nocturne, alors parfois associé aux effets délétères de la fatigue ou du stress induits par des nuits blanches, notamment quand elles sont répétées ;
- La fraction ultraviolette de la lumière (naturelle ou artificielle dans certains cas) a des effets cancérigènes reconnus (cancer de la peau) ;
- La désynchronisation hormonale et nycthémérale pose aussi problème chez les gens qui vivent ou travaillent de nuit[150], avec de premiers indices épidémiologiques d'effets scientifiquement démontrés en matières d'incidence de tumeurs (mélanome malin, d'autres cancer) et de surmortalité publiés dans les années 1980[151] ; d'abord à partir de 2 études de cohorte à grande échelle[152]. D'autres études ont montré un risque similaire pour le cancer du sein chez les infirmières[153] et chez les hôtesses de l'air[154],[155],[156], dont - dans ce cas - pour le mélanome malin[157] (chez le « personnel volant », un facteur aggravant est l'exposition au rayonnement cosmique[158] et pour le cancer du colon et peut-être colorectal[150] chez les travailleurs postés.

#### Mécanismes biologiques en jeu
Aujourd’hui, la médecine (en particulier la médecine du travail) reconnaît qu'une exposition durable à un éclairage artificiel, de nuit, affecte la santé humaine, au moins de plusieurs manières :
- en perturbant le fonctionnement d'une enzyme-clé régulant la synthèse de la mélatonine ; la N-acétyl-transférase (NAT), qui voit son activité naturelle multipliée la nuit, causant une importante et nécessaire sécrétion nocturne de mélatonine uniquement de nuit. chez les mammifères, la partie du cerveau impliquée est celle des noyaux suprachiasmatiques (lieu de l'horloge biologique qui est régulée par des « synchroniseurs environnementaux »[159]. Le jour, la lumière supprime totalement la sécrétion de l'hormone ou selon l'heure en « déplace le pic de sécrétion (ou phase) selon une courbe dite de réponse de phase car l'exposition à la lumière le matin avance la phase alors que dans la soirée elle retarde la phase du rythme. La mélatonine a les propriétés inverses. La mélatonine est donc un transducteur du signal lumineux donnant l'indication à l'organisme de la durée du jour et de la nuit »[159]. L'éclairage nocturne (dont travail posté) est l'un des principaux facteurs de désynchronisation du biorythme (d'autres étant le vieillissement, les syndromes du sommeil avec avance ou retard de phase, les décalages horaires (vols transméridiens (jet-lag)[159].
- en inhibant d'autres fonctions de la mélatonine[159]. Cette hormone est en effet également un puissant antioxydant (plus que la vitamine E)[159]. Les données épidémiologiques disponibles laissent aussi penser qu'elle est oncostatique, car quand sa sécrétion est bloquée ou inhibée (dont par l'exposition à un éclairage artificiel chez les femmes travaillant de nuit durant une longue période, qui augmentent modérément, mais significativement[160] le risque de contracter un cancer du sein[159]. Une bonne digestion (motilité et travail de l'intestin) semble aussi nécessiter le respect du cycle nycthéméral[161].
- Les études ont surtout porté sur les femmes travaillant de nuit, mais une étude (2012) a récemment montré que le rat mâle (animal de laboratoire) exposé à des régimes modifiés du cycle jour-nuit développe une morbidité accrue, bien que dans la nature, le rat ait une activité en grande partie nocturne ; La lumière favorise chez le rat une « tumorigenèse spontanée » et l'autopsie révèle une augmentation de fréquence de certains types de tumeurs non-pathologiques. 
Un environnement constamment noir, ou constamment éclairé, augmente également le nombre de maladies infectieuses et produit un développement accéléré des tumeurs spontanées, ainsi qu'une augmentation de maladies non-tumorales (par rapport aux rats élevés sous un régime d'éclairage standard (12h éclairage/12 de noir). 
Comme attendu, la privation totale de lumière (DD) pose également problème, avec notamment une réduction de la croissance, mais aussi une augmentation des maladies non-cancéreuses et infectieuses[162]. Chez les rats, la femelle exposée durant son allaitement à une lumière continue semble en partie durablement protégée des effets perturbateurs de leur rythme circadien (et non le mâle)[147], et des modifications hormonales (retard de puberté)[163], date d'œstrus[163] et troubles de la sexualité[163]. Ceci pose la question d'une éventuelle prolificité exacerbée chez des populations de rats exposée à une lumière continue).
- Il est démontré (chez le rat) que l'exposition à la lumière constante (LL) inhibe le fonctionnement de la glande pinéale et augmente la carcinogenèse (qui est également augmentée chez les rats pinéalectomisés, c'est-à-dire dont on a chirurgicalement ôté la glande pinéale). Inversement, la privation de lumière inhibe la cancérogenèse chez le rat. Et, un traitement hormonal à base de mélatonine pinéale inhibe la cancérogenèse chez les rats pinéalectomisés, ou chez les rats exposés à une exposition constante à la lumière ou à une privation constante de la lumière, observations qui ont en 2006 conduit la neuroendocrinologues russe Vladimir N. Anisimov à proposer que la mélatonine soit testée comme traitement préventif du cancer chez les groupes humains exposés à la pollution lumineuse[164].

#### Facteurs de risques
En 2005, une méta-analyse réalisée par Megdal et al. a estimé que le risque était significatif pour l'exposition sur une longue durée  Fin 2007, après confirmation par des études sur animaux de laboratoire,, dont en période de lactation, l'OMS et le Centre international de recherche sur le cancer sur la base des études disponibles (dont avec modèle animal), ont classé « tout travail qui interrompt le rythme circadien, dans le groupe 2A, c’est-à-dire dans le groupe comprenant des facteurs considérés comme probablement cancérogènes pour l’être humain », au même titre que les produits classés cancérigènes tels que l’acrylamide (en 1994), les composés anorganiques du plomb (en 2006), les émissions des moteurs diesel (1989), les biphényles polychlorés (1987), les rayons ultraviolets A, B et C (en 1992), les cytostatiques cisplatine (en 1987) et étoposide (2000) utilisés en monothérapie/chimiothérapie.
D'autres facteurs semblent pouvoir moduler, aggraver ou accélérer ces effets délétères sur la santé, dont notamment la saison, le nombre d'heures passées à la vraie lumière du jour, la consommation d'alcool, l'IMC (Indice de masse corporelle) et la saison, ou encore selon une étude faite à Seattle (2006) l'exposition à un champ magnétique de 60 Hz toute la nuit dans la chambre à coucher,. Ces données sont exploitées par la luminothérapie.

#### Impact de la pollution lumineuse sur le rythme circadien
Une exposition de nuit à la lumière artificielle, qui est de plus en plus utilisée, ainsi qu’à de la lumière bleue, émise par certains dispositifs comme les écrans (téléphones intelligents, ordinateurs, tablettes, liseuses) et les diodes électroluminescentes (DEL, ou LED en anglais), sont sources de troubles du cycle circadien et du sommeil chez les humains,. En effet, la sélection naturelle a favorisé l’horloge circadienne humaine pour promouvoir l’apport d’énergie et le métabolisme, l’activité physique, ainsi que la cognition pendant le jour (à la lumière), et promouvoir le sommeil et les fonctions connexes pendant la nuit (à l’obscurité).
Les perturbations du rythme circadien peuvent mener à plusieurs maladies, puisque ce rythme régule entre autres la production d’hormones, des processus physiologiques, le cycle cellulaire et les ondes cérébrales (activité cérébrale) chez les organismes. En effet, une exposition d’environ deux heures à la lumière artificielle ou bleue le soir est suffisante pour mener à la suppression de la sécrétion de mélatonine chez l’humain. Cela est dû au fait que cette sécrétion est régulée de manière cyclique, étant donné qu’elle est plus élevée la nuit que le jour. Ce sont particulièrement les longueurs d’onde bleues (entre 440 et 460 nanomètres) du spectre lumineux qui diminuent sa production la nuit. Dans la nature, la lumière du soleil est plus riche en longueurs d’onde bleues le matin que le soir, ce qui explique que la sécrétion de mélatonine se fait le soir. Les longueurs d’onde bleues sont issues de la pollution lumineuse nocturne provenant de la ville et des différents appareils électroniques de la maison. Les affichages à DEL, qui émettent de la lumière bleue et qui sont une source de pollution lumineuse nocturne, ne sont pas conçus avec soin et ne soutiennent pas le bien-être visuel et les rythmes circadiens des humains. L’intensité de l’éclairage nécessaire à la suppression d’une partie de la production de mélatonine diffère entre les organismes et dépend de l’intensité, de la durée, de la synchronisation, de la longueur d’onde et de la grosseur de la pupille.
La mélatonine joue pourtant un rôle crucial dans la régulation circadienne de gènes comme Per1, Per2, BMAL1, RevErbα, CLOCK et Cry1, et d’autres gènes de l’horloge biologique. La perturbation des rythmes normaux de la mélatonine par la lumière bleue conduit généralement à de l’insomnie (en réduisant le temps passé en sommeil paradoxal), au stress, à un risque accru de maladies, à l'accélération de la vitesse de croissance des tumeurs cancéreuses, et peut causer le diabète de type 2. La lumière artificielle nocturne peut aussi causer des troubles mentaux, de l’hypertension, ainsi que des problèmes cardiaques et vasculaires. Une étude menée sur une espèce de lémuriens montre que la pollution lumineuse affecte la thermorégulation en augmentant la température corporelle (de nuit comme de jour) chez cet organisme. Celle-ci peut aussi affecter la croissance, l’alimentation et le système immunitaire chez cet animal. Ces variations de la température corporelle des animaux peuvent être détectées à l’aide de la radiotélémétrie, une technique souvent utilisée dans l’étude chronobiologique des effets de la pollution lumineuse. La pollution lumineuse affecte aussi le succès reproducteur des animaux nocturnes, dont l’activité de nuit diminue. Enfin, la mise en place du rythme circadien des nouveau-nés peut aussi être influencée par un lait maternel moins riche en mélatonine qui serait produit par une mère affectée par la pollution lumineuse ; il en va de même de leur croissance, surtout lorsqu’ils sont éclairés en continu à l’hôpital.
La mélatonine est une hormone qui aide les organismes à s’acclimater aux changements environnementaux en tant que marqueur temporel circadien et annuel, étant donné qu’elle permet à l’organisme d’anticiper les changements (heures, saisons, longueur du jour) en étant produite en dessous d’une certaine luminosité, grâce à une variété de photorécepteurs. La pollution lumineuse rend donc les animaux plus vulnérables aux changements environnementaux, en les empêchant de prévoir ces changements. En effet, comme les jours sont perçus comme étant plus longs (car éclairés après le coucher du soleil), le phénotype généré par l’animal est celui d’été, saison durant laquelle le jour est considéré comme long. La mélatonine régule aussi la masse corporelle, puisque les heures de repas et les dépenses énergétiques sont influencées par le rythme circadien. Le risque d’obésité est ainsi accru. De plus, le manque de mélatonine la nuit met le corps en état d’alerte, réduisant ainsi le sommeil.
L’exposition à la pollution lumineuse la nuit peut produire des avances ou des retards de phase dans le cycle circadien, perturbant ainsi le cycle du sommeil. La mélatonine est sécrétée plus tard s'il y a une exposition à la lumière électrique après le coucher du soleil, ce qui favorise une excitation cérébrale, conduisant ainsi à des heures de coucher plus tardives. La réduction du temps passé en torpeur augmente les dépenses énergétiques, et les animaux nocturnes prennent plus de temps pour se réveiller lorsque la nuit tombe. Une étude réalisée sur les mésanges charbonnières (Parus major) prouve que la pollution lumineuse affecte aussi le sommeil des animaux sauvages diurnes, en particulier le matin, et met en évidence qu’il y a un mécanisme d’effets potentiels de la pollution lumineuse sur l'adaptabilité des animaux. Ses auteurs constatent que les oiseaux se réveillent plus tôt et quittent leurs nids plus tôt le matin en pensant que le soleil s’est déjà levé, résultant en moins de sommeil. Les auteurs de l’étude de Thomas Le Tallec (2013) expliquent que la pollution lumineuse réduit également la perception des cycles lunaires, la luminosité artificielle celle de la pleine Lune, tout au long de l’année. Pourtant, les cycles lunaires sont importants pour nombre d'activités telles que la reproduction et la recherche de nourriture. Enfin, cette étude soutient que les animaux tentent de s’éloigner des sources de lumière nocturne, ce qui contribue à réduire leur aire de répartition.
Pour mieux évaluer ses effets endocriniens sur l'Humain, en 2020 l'ANSES finance deux projets de recherche sur la pollution lumineuse, dont l'un concerne ses effets de perturbateurs endocriniens.

### Impacts sur la qualité de l'air
La pollution lumineuse pourrait aussi localement limiter les capacités de l'air à se purifier pendant la nuit. Dans le ciel non pollué par des phénomènes lumineux artificiels, les radicaux nitrates agissent comme agent nettoyant (comme les radicaux hydroxyles le jour). Mais l'énergie produite par les phénomènes lumineux artificiels les détruit, ce qui les empêche de jouer ce rôle. Si l'éclairage des villes était rouge, les radicaux nitrates seraient préservés

### Impacts sur la flore et le phytoplancton

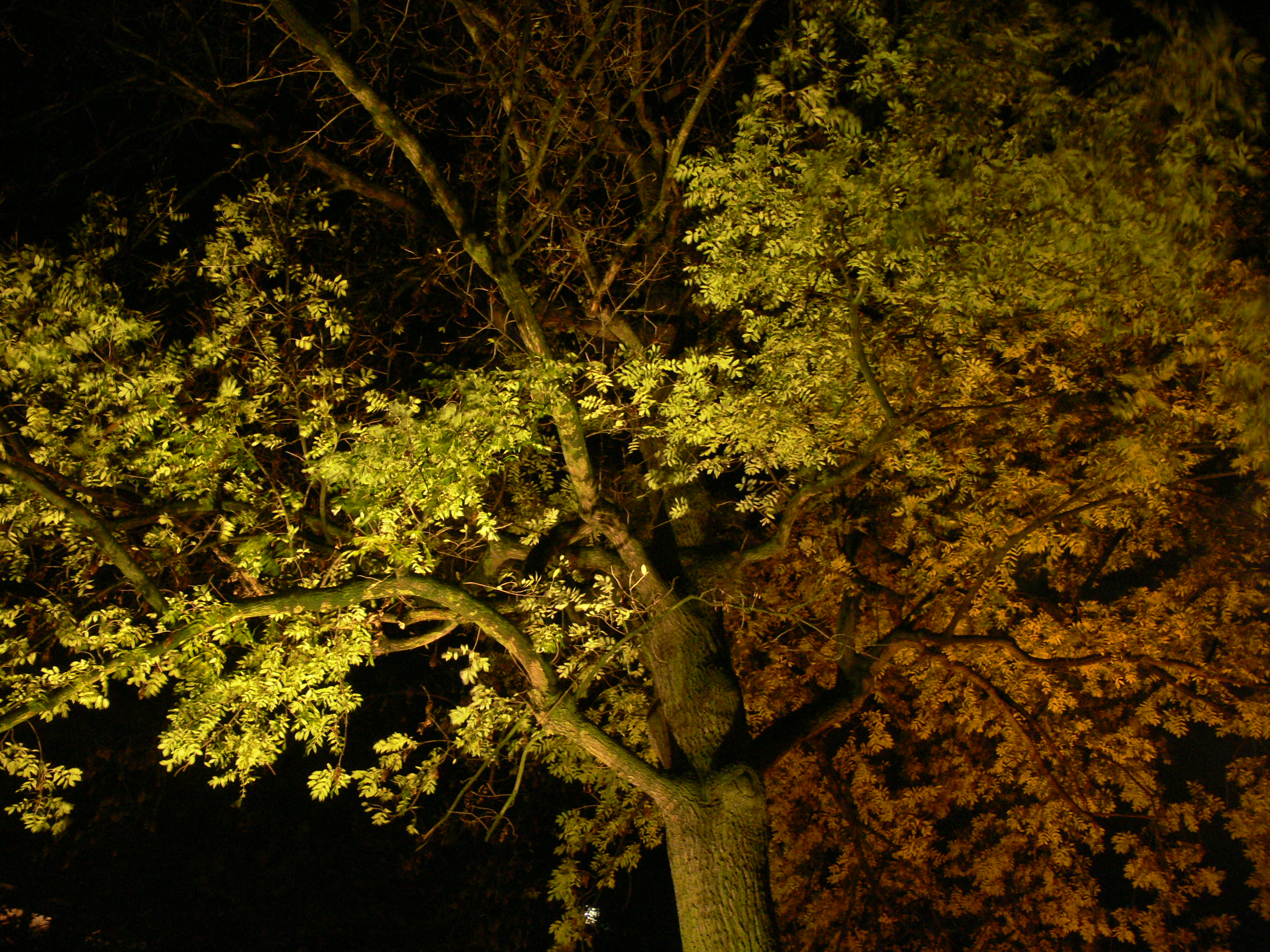
Anormalement, cet arbre de zone tempérée, éclairé d'en bas par un spot encastré dans le sol, n'a pas perdu toutes ses feuilles en fin d'automne (novembre 2009). Seules les feuilles du bas persistent, d'autant plus longtemps qu'elles sont plus éclairées par le spot de lumière. L'impact de ce type de phénomène sur la santé de l'arbre est mal évalué, faute d'études.

La pollution lumineuse cause du stress chez les plantes, ce qui peut amener à une mauvaise récupération et réparation.
Bien que l'intensité des éclairages publics ne soit pas assez élevée pour activer la photosynthèse la nuit, il pourrait tout de même négativement affecter l'efficacité de l'un des photosystèmes et en conséquence perturber la photosynthèse durant la journée suivante.
Le photopériodisme est également un processus régulé par la lumière. Pour les plantes, il est activé par la lumière dans les spectres rouge et infrarouge. Ainsi tous les types de lampes n'affectent pas les plantes de la même manière, ceux contenant beaucoup de lumière dans le spectre rouges perturbent davantage les plantes que ceux qui n'en contiennent pas ou peu. Les plantes ont également des sensibilités différentes à la photopériode selon les espèces. Même si certaines espèces peuvent ne pas être affectées par la photopériode, la majorité le sont, notamment quelque 80 % des plantes à fleurs. Parmi les espèces à haute sensibilité se trouvent par exemple l'érable plane et le bouleau verruqueux, et parmi les espèces à faible sensibilité, le hêtre commun et le chêne pédonculé.
La transition des arbres vers l'hiver est affectée par la photopériode. La pollution lumineuse cause un délai dans la coloration des feuilles ainsi que dans leur chute,. Au printemps, cela peut causer le débourrement précoce des bourgeons. Ces délais rendent l'arbre vulnérable au gel. Cela peut aussi réduire leur durée de vie. Les plantes exposées à la pollution lumineuse ont aussi tendance à croître plus longtemps, ce qui les empêche d'entrer dans leur état de dormance pendant l'hiver. Cela les rend moins résistantes au stress des conditions environnementales de cette saison,.
Les plantes qui grandissent sous un éclairage continu ont un plus grand feuillage. En conséquence, elles ont plus de stomated, ce qui augmente leur évapotranspiration. La pollution lumineuse fait aussi que les stomates restent ouverts plus longtemps. Ce phénomène est très néfaste pour la régulation des pertes d'eau pour la plante, qui la rendent plus vulnérable à la sécheresse,. Il peut aussi rendre les plantes plus vulnérables à la pollution de l'air,. L'éclairage artificiel continu augmente les blessures que l'ozone peut causer aux feuilles.
La reproduction de nombre de plantes dépend des pollinisateurs. Plus de 80 % des angiospermes dépendent de la pollinisation. Les effets de la pollution lumineuse sur les plantes ne peuvent donc pas être séparés de ceux sur leurs pollinisateurs. La pollution lumineuse affecte négativement les insectes, les luminaires les attirant et les tuant, ou les piégeant dans la lumière, ce qui les rend incapables de d'exécuter des comportements comme la reproduction ou la pollinisation. Il a été montré que des plantes dans des environnements illuminés artificiellement sont visitées 62 % de moins que les plantes dans des zones obscures. La pollution lumineuse peut également altérer les interactions entre plantes et pollinisateurs la journée,. La floraison précoce causée par la pollution lumineuse peut aussi 
désynchroniser le cycle de vie de la plante de celui des insectes 
pollinisateurs. Tous ces aspects ont des effets négatifs sur le succès reproductif des plantes.
Les plantes terrestres et au moins certaines espèces d'algues produisent aussi de la mélatonine,. Si les fonctions de cette mélatonine, qui ne sont pas encore complètement cernées concernent les cycles nycthéméraux, les plantes pourraient alors aussi être perturbées par la pollution lumineuse.
De nombreuses plantes peuvent se diriger vers la lumière, grâce à des capteurs biologique dédiés. L'effet de l'éclairage artificiel sur ces capteurs est mal connu.
L'éclairage artificiel peut causer une diminution de certaines récoltes (par exemple pour les rizières éclairées de nuit) ou de certaines germinations (les adventices (mauvaises herbes) sont par exemple plus nombreuses lorsque les graines sont éclairées dans les 4 heures qui suivent leur mise à jour lors d'un labour).
Dans l'eau les migrations verticales du zooplancton phytophage sont affectées par la lumière artificielle (pour les daphnies en eau douce par exemple), ce qui pourrait indirectement modifier les équilibres entre ces espèces.

### Étude de cas: le pont de Øresundsbron

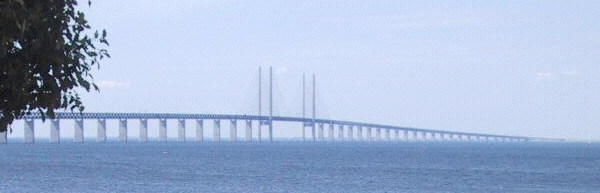
Le pont de Øresundsbron de jour, dans un premier temps illuminé la nuit. Ce pont a fait l'objet d'une étude sur l'effet de son éclairage nocturne.

Le pont de Øresundsbron reliant la Suède au Danemark était au jour de son inauguration, le plus long pont d'Europe. L'impact de l'ouverture de ce pont sur l'avifaune a été évalué.
L'éclairage du pont, comportant un alignement de lampadaires, a été mis en service pour la première fois la nuit du 8 octobre 2000. Après la mise en service de l'éclairage, les automobilistes ont constaté que de nombreux oiseaux gisaient par terre ou se jetaient sur leurs voitures. Selon une association ornithologique suédoise[réf. nécessaire], l'ornithologue appelé pour constater les premiers dégâts après la nuit du 8 octobre 2000 a pu ramasser et identifier 344 oiseaux migrateurs parmi les cadavres, la plupart (288) étant des grives en migration. Un nombre équivalent d'oiseaux, dont les cadavres ont été écrasés par des véhicules, n'étaient pas identifiables. On peut estimer qu’au moins autant étaient tombés dans la mer. Ce sont donc environ un millier d'oiseaux qui ont péri en une seule nuit, attirés par les halos lumineux dans le brouillard. C’est autour des endroits les plus éclairés, sur la partie la plus haute du pont, que le maximum de cadavres ont été trouvés. Ce risque avait été sous estimé par l'étude d'impact.
| Nom suédois                         | Nom français                        | Nom latin                           | Nombre d'oiseaux morts et identifiables |
| ----------------------------------- | ----------------------------------- | ----------------------------------- | --------------------------------------- |
| Taltrast                            | Grive musicienne                    | Turdus philomelos                   | 288                                     |
| Rödhake                             | Rouge-gorge familier                | Erithacus rubecula                  | 46                                      |
| Sånglärka                           | Alouette des champs                 | Alauda arvensis                     | 5                                       |
| Bofink                              | Pinson des arbres                   | Fringilla coelebs                   | 2                                       |
| Ängspiplärka                        | Pipit farlouse                      | Anthus pratensis                    | 1                                       |
| Gärdsmyg                            | Troglodyte mignon                   | Troglodytes troglodytes             | 1                                       |
| Sävsparv                            | Bruant des roseaux                  | Emberiza schoeniclus                | 1                                       |
| Total des oiseaux (retrouvés) morts | Total des oiseaux (retrouvés) morts | Total des oiseaux (retrouvés) morts | 344                                     |
Ces oiseaux, comme la plupart de leurs congénères migrent essentiellement de nuit. On estime qu'ils ont été attirés par le halo (amplifié par la brume et le reflet sur l'eau) ou par les lumières fortes, et qu'ils se sont soit assommés ou blessés sur les structures et superstructures puis sont tombés sur le pont ou en mer, soit assommés ou tués par collision avec des véhicules puis ont été écrasés sur la voie. Un certain nombre ont probablement poursuivi leur migration en étant blessés.
L'ornithologue suédois note que le phénomène se reproduira sauf changement dans l’éclairage et suggère qu'on diminue la lumière les nuits où existent des risques de pluie et/ou brouillard coïncidant avec les dates des grandes migrations.
Ce type de phénomène n'est pas isolé, il semble que des cadavres d'oiseaux aient également été retrouvés lors de l’ouverture de l’éclairage de l’autoroute A16 entre la Belgique et Calais (France). Il n’y a cependant pas eu de comptage.

### Éclairage, sécurité et confort
La justification initiale de l'éclairage urbain puis routier était la sécurité des piétons qui sans cela devaient autrefois se munir de lampes ou s'en remettre à la lune ou à des porte-falots.
L'apparition d'un réseau routier de plus en plus utilisé par des véhicules motorisés et rapides a encouragé un éclairage plus important. Un éclairage trop puissant, ainsi que l'éclairage diffus du ciel, peuvent cependant avoir des conséquences adverses.
En 2007, une étude française d'accidentologie comparative reposant sur 11 ans de statistiques d'accidents dans le Nord-Pas-de-Calais, l'une des régions où le trafic routier et autoroutier est le plus important, a conclu au vu des statistiques d'accident qu'en plaine, toutes choses égales par ailleurs, l'éclairage des autoroutes (ou voies rapides) n'améliorait pas la sécurité concernant le nombre d'accidents ou la gravité des accidents, les auteurs concluant même concernant l'A16 que « l'amélioration de la sécurité routière par l'éclairage n'étant pas établie, il parait raisonnable de maintenir la coupure de l'éclairage entre Boulogne et la frontière belge pour les sections en rase campagne, par ailleurs, les préoccupations d'économies d'énergie et le cout de fonctionnement et de maintenance de cet éclairage (entre 600 k€ et 900 k€ par an) plaident également pour le maintien de cette coupure. Par contre, afin d'améliorer le confort de conduite, la Direction interdépartementale des Routes Nord va réfléchir à une politique de renouvellement accru de la signalisation horizontale d'A16 permettant aux automobilistes de mieux percevoir le tracé de l'autoroute la nuit »,.
Une autre étude du Laboratoire d'anthropologie appliquée de Paris, de l'Université Paris-Descartes avait déjà conclu en 2001 à une « dissociation entre la pénibilité, qui varie peu, et les niveaux de fatigue et de somnolence, qui augmentent ». « Pour ce qui concerne l'amélioration de la sécurité et l'aide au maintien de la vigilance, l'éclairage continu ne parait pas plus réaliste que l'obscurité continue », concluaient également les auteurs.

#### Éclairage ponctuel
L'éclairage ponctuel est utilisé pour augmenter le sentiment de sécurité des passants. Ce sentiment de sécurité a cependant tendance à inciter les automobilistes à augmenter leur allure, ce qui peut avoir des effets adverses sur la sécurité. En outre, l'utilisation d'un éclairage ponctuel très intense peut éblouir et gêner la conduite automobile. Les éclairages mobiles (projecteurs pointés vers le ciel, etc.) ont d'autre part tendance à distraire les conducteurs et les aviateurs.

#### Éclairage diffus

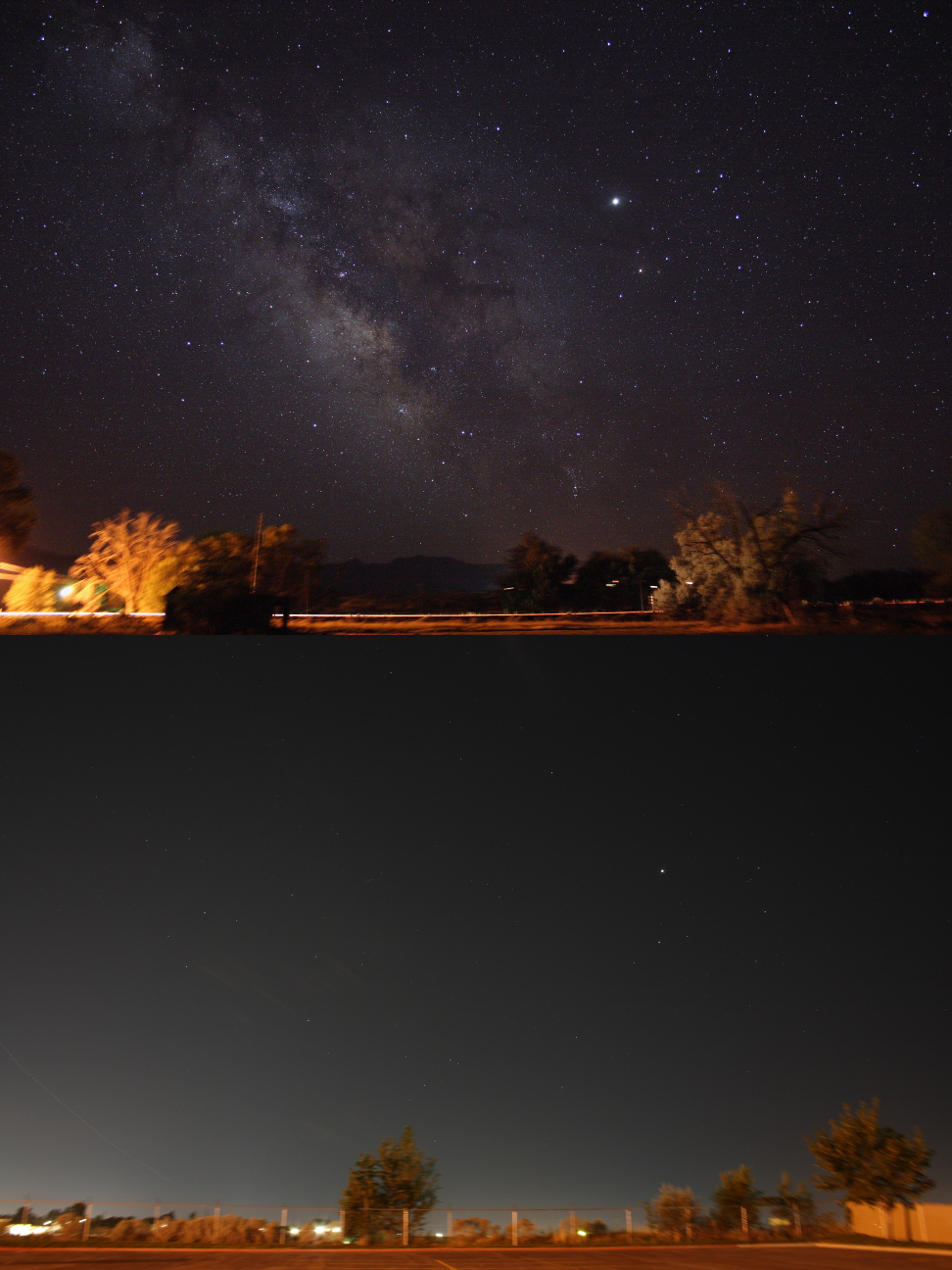
Comparaison du ciel tel que vu depuis un petit village rural (en haut) et depuis une zone urbaine (en bas).

Quand la lumière s'immisce dans les habitations par les fenêtres non obturées par des volets, le halo lumineux urbain peut déranger les habitants, nuire au sommeil mais aussi perturber nos rythmes hormonaux et biologiques (liés à l'alternance veille/sommeil, jour/nuit). La fermeture des volets nous coupe également du rythme jour-nuit.
L'éclairage diffus nocturne nuit à la pratique de l'astronomie par les amateurs dans et autour des villes où le ciel apparaît opacifié, coloré, avec des étoiles de moins en moins visibles à l'œil nu. L'éclairage complique le travail des astronomes, en particulier pour l'imagerie électronique du ciel.
L'éclairage diffus du ciel n'a aucune utilité pour l'homme, mais a un coût évalué à 1,5 milliard de dollars/an pour les seuls États-Unis selon l'association International Dark-Sky.

## Lutte contre la pollution lumineuse
Selon Gaston J. et al., « la réduction de la culpabilité de l'éclairage à l'égard de l'environnement passe par le maintenir d'une hétérogénéité même dans les endroits bien éclairés, afin de fournir des zones de noir, refuges pour les animaux mobiles pouvant les exploiter » et le défi des prochaines années sera d'économiser l'énergie et mieux préserver l'environnement, « tout en équilibrant les exigences souvent contradictoires de la lumière utile pour l'homme, du confort et de la sécurité et les préoccupations esthétiques ». Et « comme à la fois la technologie de l'éclairage et la compréhension de ses effets écologiques se développent, il est possible de trouver des solutions d'adaptation permettant de résoudre ces conflits ».
La prévention concerne aujourd'hui souvent la préservation des zones précédemment non éclairées de la lumière artificielle, mais outre la répartition spatiale de l'éclairage, les changements de durée et de composition spectrale de l'éclairage sont également reconnus comme ayant des effets écologiques qui sont à corriger.
Ces sujets font l'objet de nombreux travaux de recherches qui débouchent parfois sur d'importantes adaptations : par exemple, aux États-Unis, un projet d'illumination de pont à Los Angeles a été complètement revu après évaluation environnementale[réf. nécessaire].

### Prévenir la pollution lumineuse
Ceci consiste d'abord à adapter les politiques municipales, industrielles et individuelles d'éclairage aux nécessités réelles et à augmenter l'efficience énergétique de l'éclairage ; l'économie d'électricité peut rentabiliser les moyens mis en place pour la lutte contre la pollution lumineuse.
La littérature cite six grandes options, qui peuvent plus ou moins conjointement être mises en œuvre :

#### Éviter l'éclairage de nouvelles zones
Quand elle est possible, c'est la solution le plus efficace et la moins coûteuse. Si l'éclairage est nécessaire pour des raisons sociales ou économiques, il peut alors être asservi à des détecteurs de présence.

#### Limiter la durée de l'éclairage
Ceci se fait au moyen de cellules et d'horloges, mais pourrait n'avoir qu'un effet très limité sur la « vie crépusculaire », qui aurait besoin de « noir » dans les heures suivant le coucher du soleil et précédant l'aurore, alors que « les périodes de pointe de demande pour l'éclairage coïncident souvent avec ceux des activités de ces espèces ». L'intérêt pour les économies d'énergie reste cependant évident.
Une autre pratique volontaire mise en place par les communes consiste à couper l'éclairage public en milieu de nuit quand les besoins humains sont nuls ou presque. Les extinctions peuvent couvrir l'ensemble du territoire ou exclure certaines zones de la commune (ex. : maintien de l'éclairage sur les axes routiers principaux). Elles peuvent se dérouler toute l'année ou exclure certains jours particuliers (ex. : maintien de l'éclairage certains jours de la semaine ou lors de fêtes).
L'ANPCEN indique effectuer également un suivi en continu depuis 2006. En août 2015, l'ANPCEN informe avoir déjà recensé plus de 8 000 communes (6 000 communes étaient recensées à l'automne 2012). La liste de ces 8 000 communes n'est pas accessible au public.
Les communes pratiquant l'extinction de l'éclairage public la nuit informent leurs concitoyens et les usagers de la route de cette politique en disposant à l'entrée de la commune un panneau significatif, voir par exemple pour la commune de Morette en Isère (photo ci-contre).

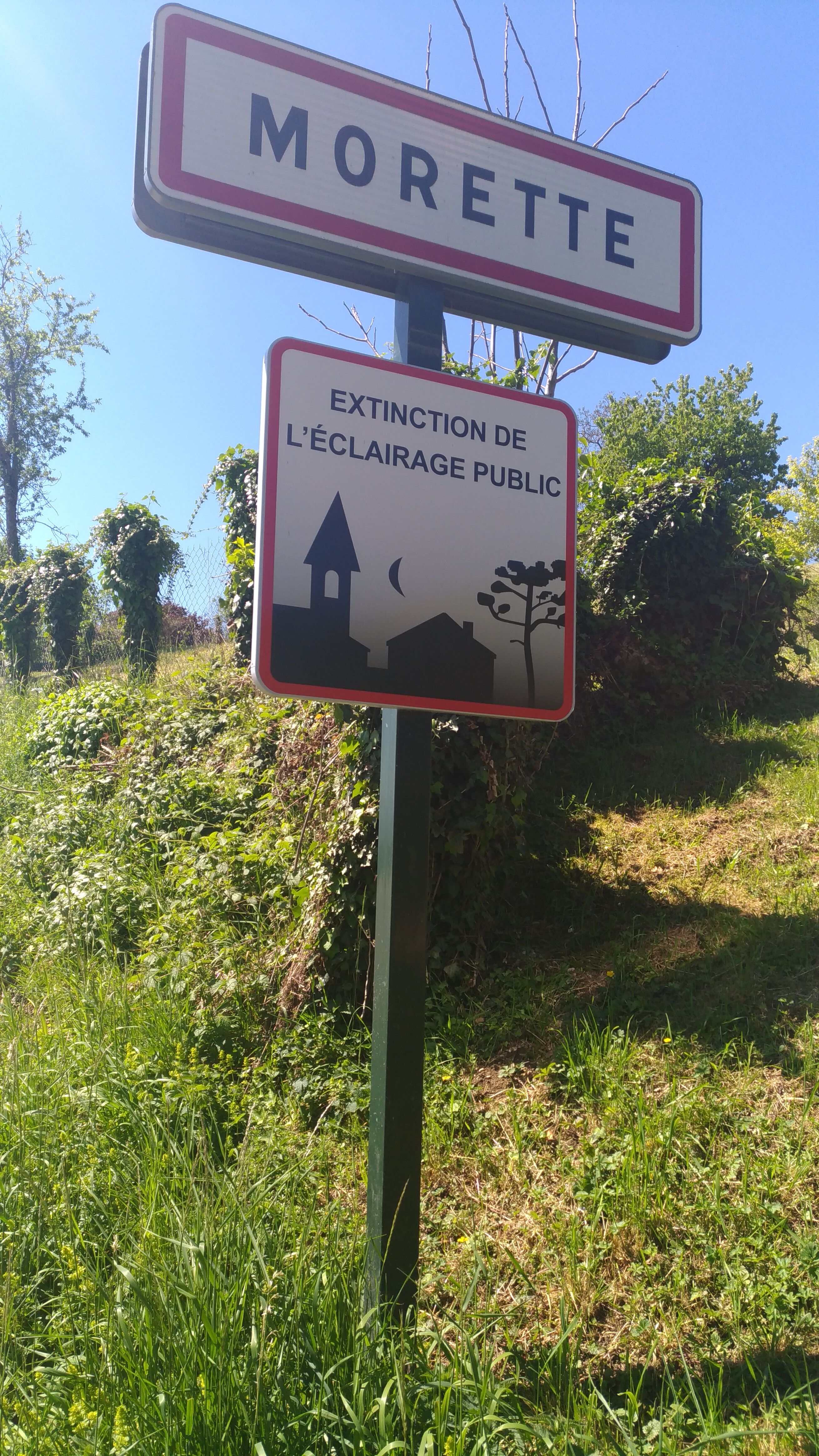
Panneau d'extinction de l'éclairage public à Morette.

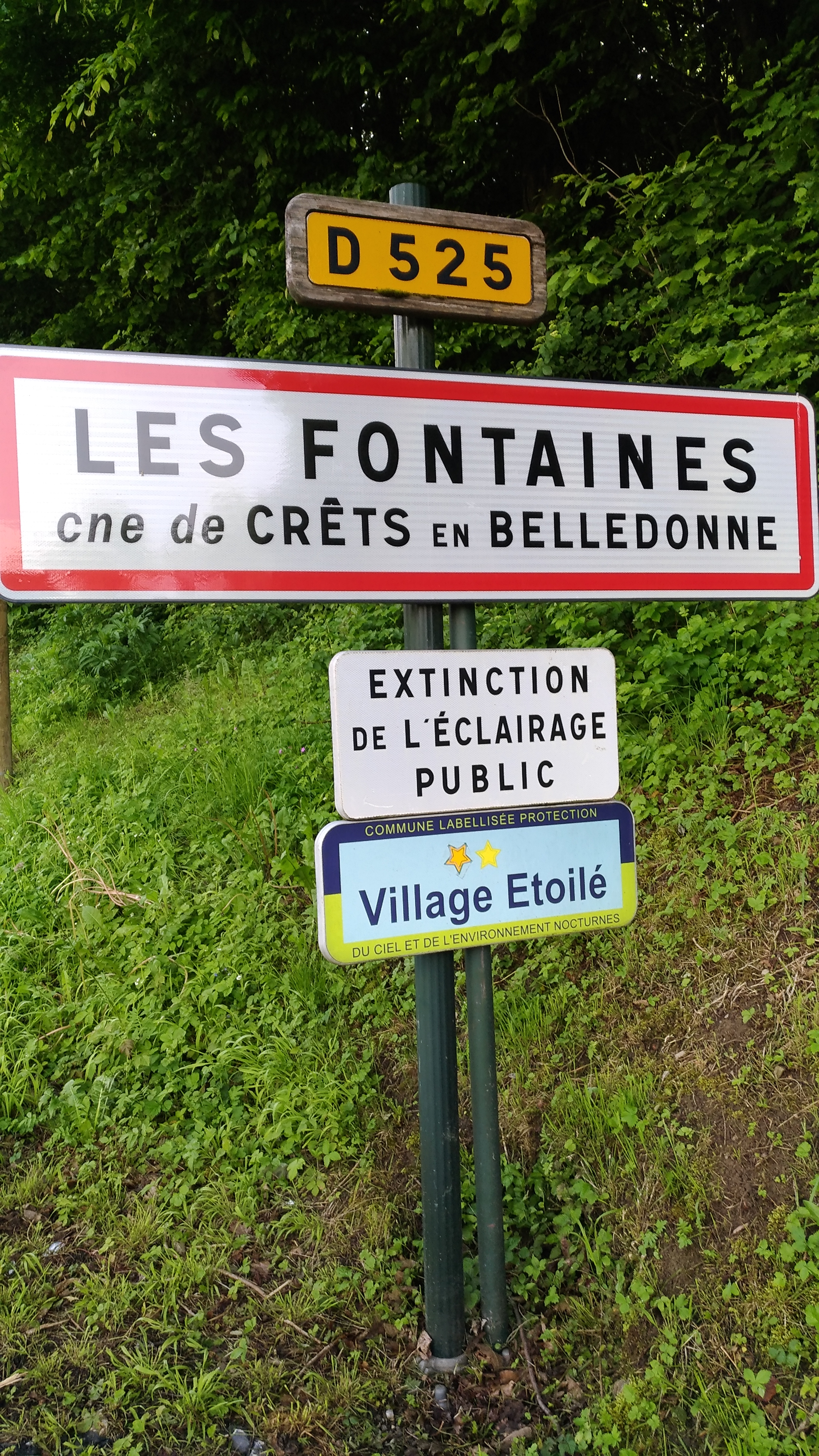
Panneau d'extinction de l'éclairage public aux Fontaines (Isère).

#### Réduire l' «intrusion» de l'éclairage dans les zones n'en nécessitant pas (dont le ciel nocturne)

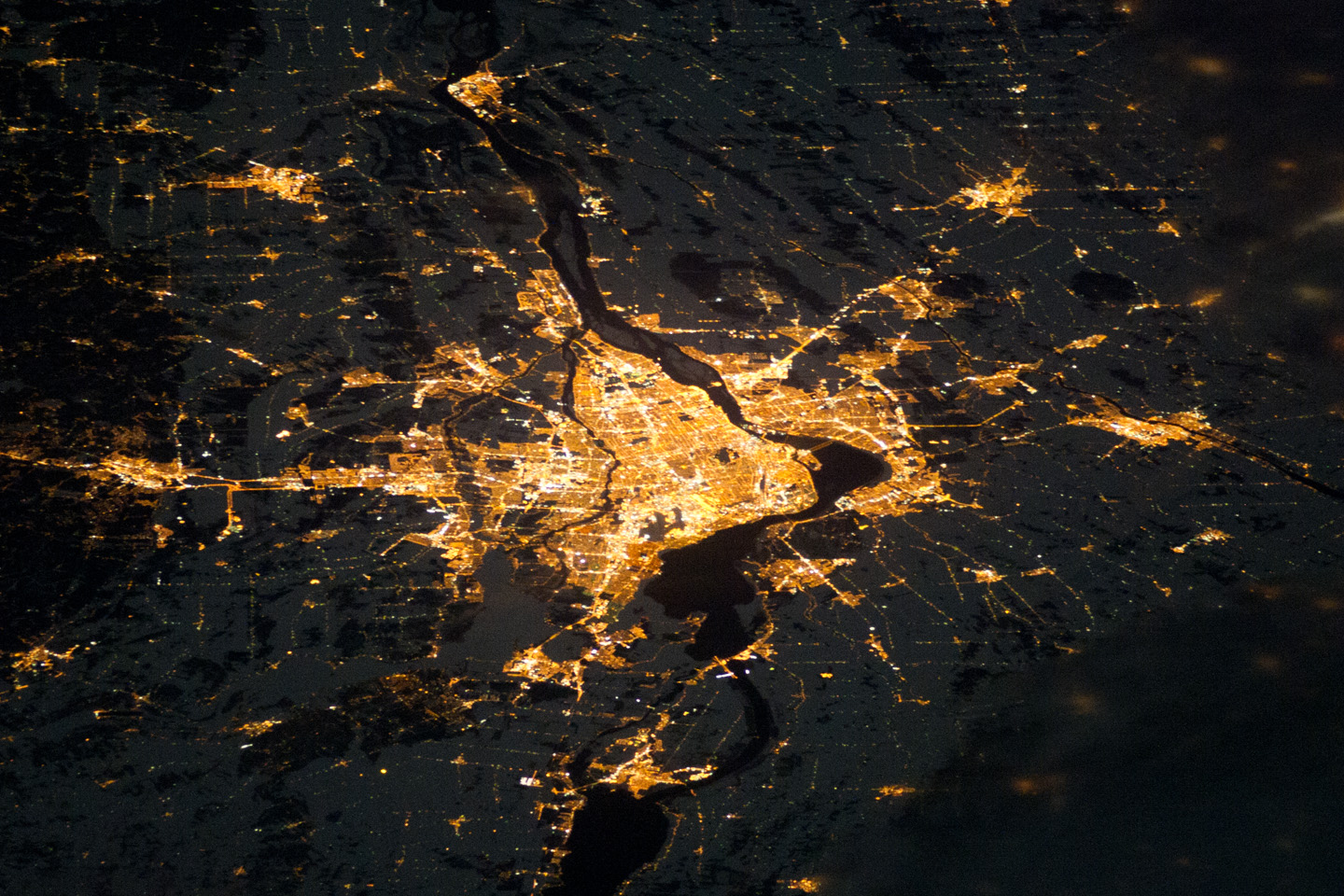
Comme bien d'autres métropoles, Montréal (ici vue de la Station spatiale internationale) perd une grande partie de sa lumière vers le ciel et l'espace.

La lumière émise vers le ciel peut être réduite par la rénovation des luminaires ou des adaptations telles que la pose d'abat-jours rabattant la lumière vers le bas. De nombreuses façades et panneaux publicitaires comportent des éclairage superflus dirigés vers le ciel, qu'il est possible de repenser ou de supprimer. Certaines optiques de luminaires réduisent la diffusion de la lumière dans toutes les directions (halo), notamment grâce à des verres plats plutôt que courbes. L'angle d'incidence de la lumière au sol doit être si possible proche de la perpendiculaire, de 10° ou moins.
Les nuisances causées aux astronomes peuvent être réduites en sélectionnant pour l'éclairage urbain des lampes à vapeur de sodium à basse pression, qui ont un spectre monochromatique, et dont les rayonnements peuvent alors être facilement filtrés. Des éclairages directifs (dont à diode électroluminescente) réduisent les émissions de lumière dans les directions non requises. Mais l'Association française de l'éclairage a une vision plus radicale sur les perspectives de la qualité du ciel : Pour l'astronomie professionnelle, « le futur lointain est clair : l'astronomie devra un jour mettre tous ses télescopes en orbite ou sur la face cachée de la Lune ».

#### Réduction de la sur-illumination
« Diminuer l'intensité de l'éclairage permettra à la fois de réduire la consommation d'énergie et de limiter les halos et la taille de la zone touchée par une lumière directe et intense ». Ceci passe par une modification de l'intensité lumineuse des lampes et par la suppression de certains points lumineux.
Ainsi, la ville de Lille a réalisé 35 % d'économies en un an, tout en éclairant mieux, grâce à des lampes et luminaires plus « éco-performants », même si des éclairages de façades et monuments (dans la ville même, ou à partir des villes voisines) peuvent encore gêner le sommeil des habitants et l'observation du ciel étoilé[réf. nécessaire].
La sur-illumination peut être réduite en posant des minuteries et des systèmes de détection de personnes, animaux et véhicules. L'illumination des édifices publics et des panneaux publicitaires peut être réduite en pleine nuit ou en dehors de la période touristique. L'éclairage peut être modulé en fonction des conditions météorologiques. Ainsi, un rond-point pourrait être éclairé à plus forte puissance en cas de mauvaise visibilité, mais avec une seule lampe basse par nuit claire.
En France, depuis 1995, les faisceaux d'éclairage à laser dirigés vers le ciel sont soumis à autorisation. Une circulaire de 1997 précisait cependant que ce texte ne concernait que les éclairages lasers, « compte tenu de la spécificité technique et des effets physiologiques de ce procédé », et non tous les éclairages de même puissance ou portée,.
À partir du 1er juillet 2013, sauf dérogation accordée par préfet, un arrêté interdit d'éclairer les bureaux, magasins, façades de bâtiments à partir de 1 h du matin, pour une économie attendue de 200 million d’euros environ et 250 000 t équivalent CO2 par an, soit l'équivalent de la consommation de 750 000 ménages (hors chauffage et eau chaude) ou 2 térawattheures (TWh) par an,.

#### Contrôle et réduction de la composition spectrale de la lumière

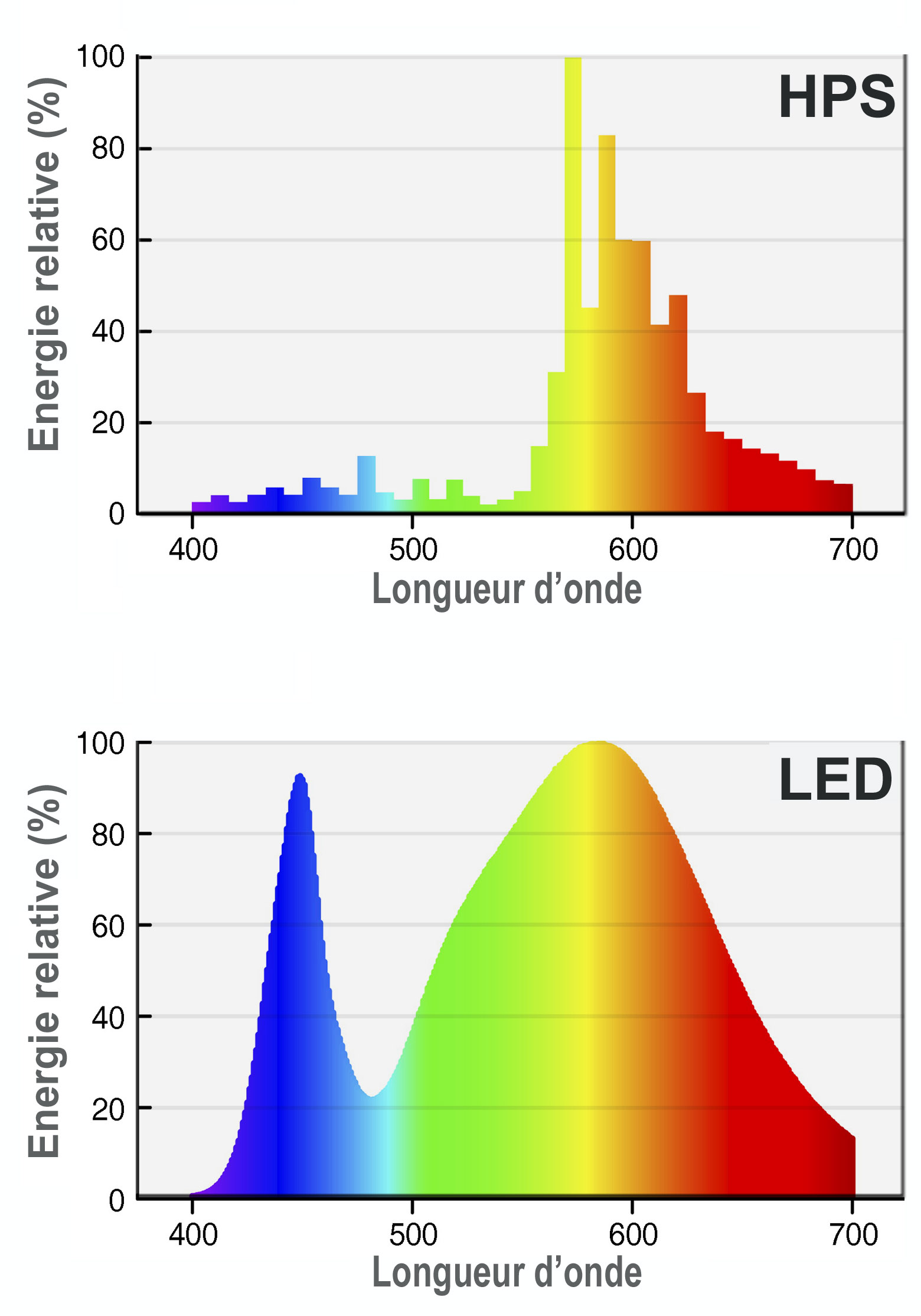
Spectres d'une lampe sodium haute pression et d'une LED. Le spectre lumineux de la LED a attiré 48 % d'insectes en plus que celui de la lampe au sodium, à cause de la partie vert-bleue et proche UV plus développée de son spectre.

Changer une lampe ou l'équiper d'un filtre adapté permettrait de limiter ou renverser la tendance qui depuis les années 1980 est à utiliser une lumière plus blanche et à large spectre de longueurs d'onde (incluant parfois le proche UV ou les UV, ce qui « étend l'éventail possible des impacts environnementaux »).
Les LED sont un cas particulier pour lequel une étude néozélandaise, publiée en 2014 dans la revue Ecological Applications, n’a trouvé aucune preuve montrant que manipuler la température de leur couleur diminuait leur impact ; mais utiliser des filtres ou une combinaison de LED rouges, vertes, et bleues pourrait peut-être diminuer cette fatale attraction, avec alors cependant des coûts sur le plan de la consommation électrique et d’énergie ou de terres rares. Les auteurs concluent qu’il existe un besoin urgent de recherche collaborative entre écologues et ingénieurs de la lumière pour minimiser les conséquences potentiellement négatives des développements futurs de la technologie LED.

#### Asservissement de l'éclairage à des détecteurs de présence
La commune de Vif (Isère) a mis en place (le 12 mars 2012) le plus long tronçon routier de France (à ce jour, 1,5 km voie piétonne et cyclable) doté d'un éclairage asservi à une détection de présence ; 72 lampadaires à LED, équipés de détecteurs et de variateurs électroniques de lumière modulent l'éclairage selon le besoin. C'est un test d'éclairage public « intelligent », qui devrait conduire à une économie de 21 000 kWh/an, et de presque 2 tonnes de CO2. Dans ce cas, le noir n’est toutefois pas total la nuit (mode veille à 10 % de la puissance lumineuse) ; l'intensité augmente progressivement à l'approche de piétons ou cyclistes (passant de 10 % à 100 % de la capacité d’éclairage avant de redescendre à 10 % après le passage des utilisateurs de la route).
Les effets négatifs des LED pourraient être atténués par un éclairage intelligent,[réf. incomplète] ne s'allumant qu'à l'intensité nécessaire et uniquement quand on en a besoin, via un processus d'automatisation incluant la détection de présence et de luminosité ambiante, si possible intégré dans un smartgrid ou un système écodomotique plus global. En 2014, quatre villes européennes dont Bordeaux en France, Riga en Lettonie, Piaseczno en Pologne et Aveiro au Portugal testent ce type de solution dans le cadre du programme européen « LITES » (à l'installation ces systèmes sont 60 % plus cher, mais ce surcoût doit être rapidement récupéré par les économies d'électricité et l'amélioration de la qualité de l'environnement nocturne.
La réduction de la pollution lumineuse peut passer par d'autres solutions, dépendant de la source principale de pollution dans l'environnement considéré.

#### Réduction des effets sur la faune
Les différents types de lumières n'ont pas le même effet sur la faune. Il est possible de choisir des couleurs d'éclairage (choix de longueurs d'onde de la lampe, filtres...) ayant un moindre effet sur les oiseaux, les reptiles ou les insectes. Si la lumière des bureaux ne peut être éteinte la nuit, des stores, ou des films spéciaux peuvent aider l'oiseau à comprendre qu'il y a un obstacle. Des films « anti-collision » peuvent aussi être efficaces le jour en limitant l'effet miroir ou l'invisibilité de la vitre. L'éclairage stroboscopique semble plus efficace pour la sécurité (dans le brouillard notamment) et il perturbe moins les oiseaux, mais peut être perçu comme fatigant ou désagréable pour les riverains.

### Réduction des éclairages permanents au profit d'alternatives

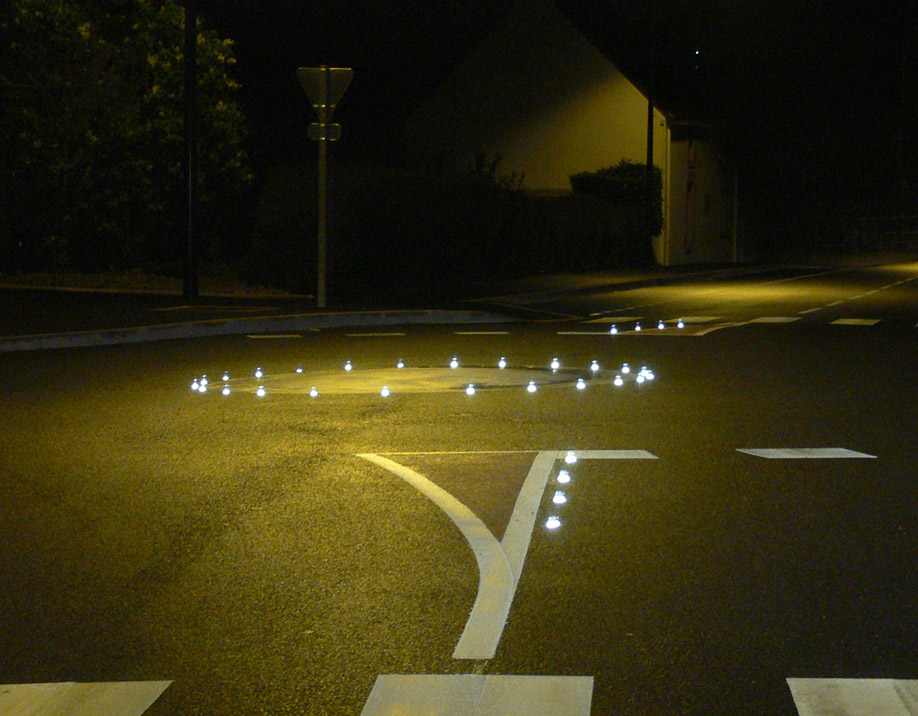
Rond-point équipé d'une signalisation au sol rétro-réfléchissante. Il s'agit d'un exemple de dispositif pouvant remplacer l'éclairage électrique de nuit. Il peut être complété par un éclairage asservi à un détecteur de présence, pour les piétons.

Il est souvent possible de réduire l'éclairage public permanent sans diminuer la sécurité (des passants, riverains ou usagers des transports) ; Pour cela des éclairages modulables selon les risques peuvent être utilisés, par exemple des points lumineux (par exemple conçus à l'aide de fibres optiques ou des enrobés de surface légèrement fluorescents) de faible intensité guidant les voitures au lieu d’éclairer directement le sol. Des dispositifs rétroréfléchissants (catadioptres) renvoyant vers l'émetteur (mobile ou non) la lumière reçue favorisent la visibilité sans rendre nécessaire l'utilisation de lumières supplémentaires. Ces systèmes sont adaptés aux besoins de signalisation d'objets (bordures de trottoirs, piquets, poteaux, pieds de panneaux, rambarde de sécurité, pieds de ronds points, d'axes ou passages ou situations dangereuses, etc.), ils ne sont pas éblouissants, discrets de jour, peu onéreux et permettent de renvoyer la lumière dans diverses couleurs. Là où la neige est abondante, ils peuvent être fixés en hauteur sur des piquets.
Les bandes rétro-réfléchissantes fixées sur les vêtements, chaussures et cartables améliorent aussi la sécurité des enfants, du personnel affecté aux travaux publics ou à la surveillance des routes, voies ferrées, aéroports, canaux ou autres installations à risque. Au-delà des sujets à risque, ces dispositifs peuvent contribuer à protéger tous les objets et toutes les personnes exposés à des véhicules circulant de nuit et munis de phares. Des couleurs fluorescentes les rendent aussi utiles le jour.
En zone isolée, fournir des lampes tempêtes et des lampes frontales, éventuellement rechargeables par panneaux photovoltaïques est bien moins coûteux qu'installer un réseau de lampadaires.
Enfin, face aux effets néfastes de la pollution lumineuse sur la biodiversité, la préservation et la restauration de réseaux écologiques spécifiques — c'est-à-dire des ensembles de zones naturelles noires et connectées entre elles par des corridors noirs — sont préconisés.

### Écoconception de l'éclairage
Dans un contexte de développement soutenable et donc de transition énergétique, d'économie de la fonctionnalité et d'économie circulaire, les effets négatifs des lampes LED pourraient être atténués, en amont par des processus d'écoconception facilitant le recyclage des lampes et matériels usagés et en aval par le ré-usage de LED présente dans des objets devenus désuets ou en fin de vie, de même que par le développement de systèmes d'éclairage intelligent asservis aux besoins réels. Les fabricants ont mis sur le marché des luminaires mieux bafflés. L'adjonction aux lampes de filtres adéquats (par exemple limitant les émissions des LED dans le bleu-vert et le proche-UV, et produisant moins de halo et moins éblouissants) semble également possible.

## Accompagnement institutionnel
En France, l'ADEME propose des formations, et (depuis 2012) des aides financières pour les 32 000 communes de moins de 2 000 habitants (plus de 25 % de la population) pour la réhabilitation énergétique de 9 millions de luminaires environ (visant un éclairage deux fois moins consommateur d'électricité), qui peuvent aussi être l'occasion de repenser l'éclairage pour en limiter les impacts sur la faune et les écosystèmes et les services écosystémiques.
L'opération « Le Jour de la Nuit » organisée annuellement par l'association Agir pour l'environnement vise à sensibiliser aux conséquences de la pollution lumineuse.

### Application de la réduction des éclairages
On utilise le terme réserve de ciel étoilé lorsque l'ensemble de ces mesures est appliqué de façon systématique sur un territoire.
Le parc naturel Natural Bridges National Monument aux États-Unis a été désigné, au milieu de l'année 2007, « premier parc du ciel noir au monde », par l'association International Dark Sky, sur la base de sa visibilité de la Voie lactée. En septembre 2007, la même association a déclaré le Parc national du Mont-Mégantic au Québec comme étant la première réserve internationale de ciel étoilé en milieu habité.
Les mesures concrètes de restauration de l'environnement nocturne sont rares et ponctuelles, mais des colloques sur ce thème se font périodiquement depuis les années 1990. Sur la base d'études scientifiques, des modules de formations apparaissent dans quelques pays (écoles d'ingénieurs ou de techniciens, formation continue, etc.). Des lois et règlements sont mis en application dans quelques pays, comme cela a été le cas sur les iles Baléares.
L'efficacité des mesures prises peut être évaluée par la suite, notamment par des comptages d'oiseaux. Ainsi à Chicago, les comptages faits de 2000 à 2001 ont montré que l’extinction des lumières des immeubles la nuit réduisait la mortalité des oiseaux de 83 %.

### Réglementation
La législation concernant l'éclairage varie fortement selon les pays et elle est parfois récente. Elle comprend toujours une composante sécurité pour l'éclairage embarqué des véhicules, l'éclairage ou la signalisation de sites dangereux (aéroports et objets élevés en particulier) ou l'éclairage routier, portuaire, etc. Une réglementation particulière est apparue concernant certaines lampes émettant des rayonnements potentiellement dangereux (rayon X, ultraviolet, infrarouge).

#### Belgique
Une proposition de décret « visant à lutter contre les pollutions lumineuses et à favoriser les économies d’énergie » et divers travaux et expériences (dont sur autoroutes) existent.

#### France
Avant 2009, une grande partie de l'éclairage public n'était pas précisément cadrée par la loi, mais par des « recommandations » techniques édictées par l'Association française des éclairagistes.
En 2009, à la suite du Grenelle de l'Environnement, le projet de loi Grenelle II a confirmé les principes énoncés par la loi cadre Grenelle I) via plusieurs projets d'articles qui sont (sous réserve de modification avant fin 2009) :
- article L. 583-1[223] : il cadrera les objectifs et le champ d’application de la loi Grenelle II, et précise que les installations, équipements, ouvrages concernés seront ensuite définis par décret en Conseil d'État selon leurs caractéristiques (dont leurs émissions lumineuses) ;
- article L. 583-2[223] : il précisera que le ministre chargé de l’environnement établira « des spécifications techniques applicables de plein droit immédiatement aux installations, activités, ouvrages ou équipements nouveaux et après un délai pour les existants, et pour en définir les modalités de contrôle » ; Le ministre « pourra imposer des interdictions (temporaires ou permanentes) pour certains types d’éclairage ou d’émissions lumineuses sur tout ou partie du territoire » ; Des arrêtés ministériels pourront attribuer au préfet, « dans des conditions définies par les arrêtés ministériels, le pouvoir d’adapter les spécifications techniques ou les interdictions prévues aux circonstances locales » ;
- article L. 583-3[223] : il autorisera le maire à contrôler certains aspects de l'éclairage (sauf pour les installations activités ouvrages ou équipements communaux, et pour les installations ou ouvrages déjà régis par une police spéciale d’État, dont le contrôle est attribué à l’État).
- article L. 583-4[223] : il précise que seront exclus de ce chapitre de la loi certains éclairages (d'installations classées, d'installations nucléaires de base, publicités, enseignes et pré-enseignes) ;
- article L. 583-5[223] : il précise les sanctions administratives prévues pour le non-respect des prescriptions générales ou particulières,
  - mise en demeure de respecter les prescriptions, puis le cas échéant,
  - suspension de fonctionnement de l’installation.

Par ailleurs, l'article R. 122-3 II 2° du code de l'environnement relatif au contenu de l'étude d'impact précise que « l'étude d'impact présente […] une analyse des effets directs et indirects, temporaires et permanents du projet sur l'environnement, et en particulier sur la commodité du voisinage (bruits, vibrations, odeurs, émissions lumineuses) ou sur l'hygiène, la santé, la sécurité et la salubrité publique ».
À l'été 2010, le ministère chargé de l'environnement a mis en consultation publique jusqu'au 30 septembre 2010 le projet de décret relatif à la prévention et à la limitation des nuisances lumineuses. Le ministère a donné suite à la loi Grenelle I dont le 1er paragraphe de l’article 41 dispose que « les émissions de lumière artificielle de nature à présenter des dangers ou à causer un trouble excessif aux personnes, à la faune, à la flore ou aux écosystèmes, entraînant un gaspillage énergétique ou empêchant l'observation du ciel nocturne feront l'objet de mesures de prévention, de suppression ou de limitation », assortie d'une note explicative et d'une note intitulée « Nuisances lumineuses », qui a suivi un communiqué sur la « reconnaissance de la pollution lumineuse », ainsi qu'un dossier précisant le sujet.
Un décret du 12 juillet 2011, détermine le champ d'application de la réglementation destinée à prévenir et limiter les nuisances lumineuses.
Delphine Batho, ministre de l'Écologie, du Développement durable et de l'Énergie, a publié le 30 janvier 2013 un arrêté réglementant le fonctionnement des dispositifs d’éclairage des bâtiments non résidentiels. Trois types d'éclairages sont soumis à la nouvelle réglementation à partir du 1er juillet 2013 : éclairages intérieurs de locaux à usage professionnel (ils doivent être éteints une heure après la fin d’occupation desdits locaux), éclairages des façades des bâtiments (éteints au plus tard à une heure du matin), éclairages des vitrines des magasins de commerce ou d’exposition (éteints au plus tard à une heure du matin, ou une heure après la fin d’occupation desdits locaux si celle-ci intervient plus tardivement).
En octobre 2017, Nicolas Hulot annonce que de nouvelles mesures de prévention de la pollution lumineuse seront mises en place dans les mois à venir.
L'État français a été condamné par le Conseil d'État en 2018 en raison de l’absence d’édiction des arrêtés nécessaires pour prévenir la pollution lumineuse (CE, 28/03/2018, n°408974).
Enfin l'État se met en règle en publiant le 28 décembre 2018 (date limite) deux arrêtés demandés par le Conseil d'État en matière de régulation de l'éclairage nocturne :
- prévention, réduction et limitation des nuisances lumineuses[234] ;
- liste et périmètre des sites d'observation astronomique exceptionnels[235]

La loi « climat et résilience » du 22 août 2021 a modifié l’article L.583-5 du code de l’environnement, renforçant les actions possibles si les exploitants ou les utilisateurs des installations lumineuses ne respectent pas leurs obligations. L’autorité administrative compétente peut les mettre en demeure de s'y conformer, quitte à suspendre le fonctionnement des sources lumineuses. La loi ajoute la possibilité d’instaurer une astreinte journalière au plus égale à 200 euros.

#### Suisse
À partir des années 2010, en Suisse romande, les communes de Val-de-Ruz (NE), Valangin (NE), Siviriez (FR), Les Enfers (JU) et de nombreuses autres éteignent l'éclairage public sur la presque totalité de leur territoire communal de façon permanente ou pendant les heures connaissant moins d'activités humaines nocturnes.
De nombreuses communes vaudoises et de la région genevoise effectuent également des extinctions ponctuelles afin de sensibiliser la population aux enjeux de pollution lumineuse.
En 2021, le Canton de Genève a adopté une loi imposant aux bâtiments commerciaux d'éteindre leurs lumières entre 1 h et 6 h.